# Liste der erfolgreichsten deutschsprachigen Singles in der österreichischen Hitparade
In der Liste der erfolgreichsten deutschsprachigen Singles in der österreichischen Hitparade werden die deutschsprachigen Singles aufgelistet, die in der jeweiligen Woche den höchsten Platz aller deutschsprachigen Titel in der österreichischen Hitparade erreicht haben.

## Hinweise zur Interpretation der aufgeführten Statistiken
Die hier dargestellten Auswertungen der österreichischen Singlecharts beschreiben lediglich die erfolgreichsten deutschsprachigen Singles. Dies ist nicht gleichbedeutend mit einem offiziellen Nummer-eins- oder Top-10-Erfolg. Ebenfalls können daraus keine Verkaufszahlen oder weitere kommerzielle Erfolge abgeleitet werden. Die Liedtexte müssen zum größten Teil (über 50 %) in deutscher Sprache geschrieben sein. Instrumentalstücke sind komplett aus der Liste ausgenommen.
Die Daten bestehen aus einer eigenen Auswertung, bei der die jeweils erfolgreichste deutschsprachige Single aus den offiziellen österreichischen Singlecharts herausgefiltert wurde.

## Listen

### 1964 ff.
| 1964 | 1965 |
| --- | --- |
| - Freddy – Gib mir dein Wort - 2 Monate (15. Mai – 14. Juli) - Alfred Flury – Laß die kleinen Dinge - 2 Monate (15. Juli – 14. September) - Siw Malmkvist – Liebeskummer lohnt sich nicht - 1 Monat (15. September – 14. Oktober) - Alfred Flury – Ich komm’ aus der Ferne - 2 Monate (15. Oktober – 14. November) - Bambis – Melancholie - 1 Monat (15. November – 14. Dezember) - Freddy – Vergangen, vergessen, vorüber - 2 Monate (15. Dezember 1964 – 14. Februar 1965) | - Freddy – Vergangen, vergessen, vorüber - 2 Monate (15. Dezember 1964 – 14. Februar 1965) - Cliff Richard – Das ist die Frage aller Fragen - 1 Monat (15. Februar – 14. März) - Freddy – So ein Tag, so wunderschön wie heute - 1 Monat (15. März – 14. April) - Martin Lauer – Taxi nach Texas - 1 Monat (15. April – 14. Mai) - Peter Alexander – Schenk mir ein Bild von dir - 2 Monate (15. Mai – 14. Juli) - Wanda Jackson – Santo Domingo - 3 Monate (15. Juli – 14. Oktober) - Peter Alexander – Fräulein Wunderbar - 1 Monat (15. Oktober – 14. November) - Sandie Shaw – Du weißt nichts von deinem Glück - 1 Monat (15. November 1965 – 14. Dezember) - Drafi Deutscher – Marmor, Stein und Eisen bricht - 2 Monate (15. Dezember 1965 – 14. Februar 1966) |
| 1966 | 1967 |
| - Drafi Deutscher – Marmor, Stein und Eisen bricht - 2 Monate (15. Dezember 1965 – 14. Februar 1966) - Marion – Er ist wieder da - 1 Monat (15. Februar – 14. März) - Roy Black – Ganz in Weiß - 1 Monat (15. März – 14. April) - Udo Jürgens – Merci, Chérie - 2 Monate (15. April – 14. Juni) - Drafi Deutscher – Nimm mich so wie ich bin - 1 Monat (15. Juni – 14. Juli) - Freddy – Hundert Mann und ein Befehl - 1 Monat (15. Juli – 14. August) - Ronny – Eine kleine Träne - 1 Monat (15. August – 14. September) - Roy Black – Leg dein Herz in meine Hände - 3 Monate (15. September – 14. Dezember) - Randy Scott & Dream Boys – Du aber schaust mich nicht an - 1 Monat (15. Dezember 1966 – 14. Jänner 1967) | - Randy Scott & Dream Boys – Du aber schaust mich nicht an - 1 Monat (15. Dezember 1966 – 14. Jänner 1967) - Freddy – Eine Handvoll Reis - 1 Monat (15. Jänner – 14. Februar) - Peter Alexander – Moderne Romanzen - 3 Monate (15. Februar – 14. Mai) - Peter Alexander – Spanisch war die Nacht - 2 Monate (15. Mai – 14. Juli) - Ricky Shayne – Ich sprenge alle Ketten - 1 Monat (15. Juli – 14. August) - Roy Black – Meine Liebe zu dir - 2 Monate (15. August – 14. Oktober) - Wencke Myhre – Komm allein - 2 Monate (15. Oktober – 14. Dezember) - Peggy March – Romeo und Julia - 1 Monat (15. Dezember 1967 – 14. Jänner 1968) |
| 1968 | 1969 |
| - Peggy March – Romeo und Julia - 1 Monat (15. Dezember 1967 – 14. Jänner 1968) - Roland W. – Monja - 1 Monat (15. Jänner – 14. Februar) - Heintje – Mama - 1 Monat (15. Februar – 14. März) - Roy Black – Bleib bei mir - 1 Monat (15. März – 14. April) - Dorthe – Sind Sie der Graf von Luxemburg? - 1 Monat (15. April – 14. Mai) - Peter Alexander – Delilah - 2 Monate (15. Mai – 14. Juli) - Heintje – Du sollst nicht weinen - 1 Monat (15. Juli – 14. August) - Roy Black – Wunderbar ist die Welt - 1 Monat (15. August – 14. September) - Heintje – Ich bau’ dir ein Schloß - 1 Monat (15. September – 14. Oktober) - Rita Pavone – Arrivederci Hans - 1 Monat (15. Oktober – 14. November) - Peter Alexander – Komm und bedien dich - 1 Monat (15. November – 14. Dezember) - Roy Black – Ich denk’ an dich - 1 Monat (15. Dezember 1968 – 14. Jänner 1969) | - Roy Black – Ich denk’ an dich - 1 Monat (15. Dezember 1968 – 14. Jänner 1969) - Adamo – Es geht eine Träne auf Reisen - 2 Monate (15. Jänner – 14. März) - Peter Alexander – Liebesleid - 2 Monate (15. März – 14. Mai, insgesamt 3 Monate) - Mireille Mathieu – Hinter den Kulissen von Paris - 1 Monat (15. Mai – 14. Juni) - Peter Alexander – Liebesleid - 1 Monat (15. Juni – 14. Juli, insgesamt 3 Monate) - Wencke Myhre – Er steht im Tor - 3 Monate (15. Juli – 14. Oktober) - Roy Black – Das Mädchen Carina - 1 Monat (15. Oktober – 14. November) - Christian Anders – Geh’ nicht vorbei - 2 Monate (15. November 1969 – 14. Jänner 1970) |

### 1970 ff.
| 1970 | 1971 |
| --- | --- |
| - Christian Anders – Geh’ nicht vorbei - 2 Monate (15. November 1969 – 14. Jänner 1970) - Udo Jürgens – Anuschka - 2 Monate (15. Jänner – 14. März) - Adamo – Ein kleines Glück - 4 Monate (15. März – 14. Juli) - Peter Maffay – Du - 4½ Monate (15. Juli – 30. November) - Wolfgang – Abraham (Das Lied vom Trödler) - 1½ Monate (1. Dezember 1970 – 14. Januar 1971) | - Wolfgang – Abraham (Das Lied vom Trödler) - 1½ Monate (1. Dezember 1970 – 14. Jänner 1971) - Peter Alexander – Hier ist ein Mensch - 4 Monate (15. Jänner – 14. Mai) - Vom 15. Mai bis zum 14. Juni (1 Monat) liegt kein Nachweis vor. - Ab dem 15. Juni 1971 wurde für eine längere Zeit keine Hitparade veröffentlicht. |
| 1972 | 1973 |
| - Im Jahr 1972 wurde keine Hitparade veröffentlicht | - Vicky Leandros – Ich hab’ die Liebe geseh'n - 4 Monate (15. Jänner – 14. Mai) - Peter Alexander – Pedro (Mandolinen um Mitternacht) - 2 Monate (15. Mai – 14. Juli) - Bernd Clüver – Der Junge mit der Mundharmonika - 3 Monate (15. Juli – 14. Oktober) - Demis Roussos – Goodbye, My Love, Goodbye - 2 Monate (15. Oktober – 14. Dezember, insgesamt 3 Monate) - Bernd Clüver – Der kleine Prinz (Ein Engel, der Sehnsucht heißt) - 2 Monate (15. Dezember 1973 – 14. Februar 1974) |
| 1974 | 1975 |
| - Bernd Clüver – Der kleine Prinz (Ein Engel, der Sehnsucht heißt) - 2 Monate (15. Dezember 1973 – 14. Februar 1974) - Demis Roussos – Goodbye, My Love, Goodbye - 1 Monat (15. Februar – 14. März, insgesamt 3 Monate) - Wilfried – Ziwui Ziwui - 1 Monat (15. März – 14. April) - Cindy & Bert – Spaniens Gitarren - 2 Monate (15. April – 14. Juni) - Waterloo & Robinson – Baby blue - 4 Monate (15. Juni – 14. Oktober) - Gunter Gabriel – Hey Boß, ich brauch' mehr Geld - 1 Monat (15. Oktober – 14. November) - Waterloo & Robinson – Hollywood - 3 Monate (15. November 1974 – 14. Februar 1975) | - Waterloo & Robinson – Hollywood - 3 Monate (15. November 1974 – 14. Februar 1975) - Michael Holm – Tränen lügen nicht - 1 Monat (15. Februar – 14. März) - Frank Zander – Der Ur-Ur-Enkel von Frankenstein - 2 Monate (15. März – 14. Mai) - Wolfgang Ambros – Zwickt’s mi - 2 Monate (15. Mai – 14. Juli) - Udo Jürgens – Griechischer Wein - 4 Monate (15. Juli – 14. November) - Georg Danzer – Jö schau - 4 Monate (15. November 1975 – 14. März 1976) |
| 1976 | 1977 |
| - Georg Danzer – Jö schau - 4 Monate (15. November 1975 – 14. März 1976) - Gilla – Tu es! - 2 Monate (15. März – 14. Mai) - Frank Farian – Rocky - 3 Monate (15. Mai – 14. August) - Peter Alexander – Das kleine Beisl - 2 Monate (15. August – 14. Oktober, insgesamt 3 Monate) - Jürgen Drews – Ein Bett im Kornfeld - 1 Monat (15. Oktober – 14. November) - Peter Alexander – Das kleine Beisl - 1 Monat (15. November – 14. Dezember, insgesamt 3 Monate) - Tina Rainford – Silver Bird - 3 Monate (15. Dezember 1976 – 14. März 1977)                                                              | - Tina Rainford – Silver Bird - 3 Monate (15. Dezember 1976 – 14. März 1977) - Costa Cordalis – Anita - 3 Monate (15. März – 14. Juni) - Frank Zander – Oh Susi (der zensierte Song) - 1 Monat (15. Juni – 14. Juli) - Pepe Lienhard Band – Swiss Lady - 2 Monate (15. Juli – 14. September) - Wolfgang Ambros – Die Blume aus dem Gemeindebau - 1 Monat (15. September – 14. Oktober) - Bernhard Brink – Liebe auf Zeit - 1 Monat (15. Oktober – 14. November) - Michael Holm – Mußt du jetzt grade gehen (Lucille) - 1 Monat (15. November – 14. Dezember) - Udo Jürgens – Boogie Woogie Baby - 1 Monat (15. Dezember 1977 – 14. Jänner 1978, insgesamt 2 Monate) |
| 1978 | 1979 |
| - Udo Jürgens – Boogie Woogie Baby - 1 Monat (15. Dezember 1977 – 14. Jänner 1978, insgesamt 2 Monate) - Wencke Myhre – Eine Mark für Charly - 1 Monat (15. Jänner – 14. Februar) - Udo Jürgens – Boogie Woogie Baby - 1 Monat (15. Februar – 14. März, insgesamt 2 Monate) - Howard Carpendale – Ti amo - 1 Monat (15. März – 14. Mai) - Udo Jürgens & Deutsche Fußballnationalmannschaft – Buenos Dias, Argentina - 1 Monat (15. Mai – 14. Juni) - Vader Abraham – Das Lied der Schlümpfe - 3 Monate (15. Juni – 14. September) - Bino – Mama Leone - 4 Monate (15. September 1978 – 14. Januar 1979)   | - Bino – Mama Leone - 6 Monate (15. September 1978 – 14. Januar 1979) - Vader Abraham – Was wird sein, fragt der Schlumpf - 1 Monat (15. Januar – 14. Februar) - Gebrüder Blattschuss – Kreuzberger Nächte - 1 Monat (15. Februar – 14. März) - Paola – Blue Bajou - 2 Monate (15. März – 14. Mai) - Dschinghis Khan – Dschinghis Khan - 1 Monat (15. Mai – 14. Juni) - Peter Alexander – Und manchmal weinst du sicher ein paar Tränen - 5 Monate (15. Juni – 14. November) - Peter Maffay – So bist du - 1 Monat (15. November – 14. Dezember) - Manuel & Pony – Das Lied von Manuel - 3 Monate (15. Dezember 1979 – 14. Februar 1980)                            |

### 1980 ff.
| 1980 | 1981 |
| --- | --- |
| - Manuel & Pony – Das Lied von Manuel - 3 Monate (15. Dezember 1979 – 14. Februar 1980) - Vom 15. Februar bis zum 31. März (1½ Monate) liegt kein Nachweis vor. - Howard Carpendale – Wie frei willst du sein? - 1½ Monate (1. April – 14. Mai) - Mike Krüger – Der Nippel - 4 Monate (15. Mai – 14. September) - White Stars – Ich war nie ein Casanova - 1½ Monate (15. September – 31. Oktober) - Vom 1. November bis zum 30. November (1½ Monate) liegt kein Nachweis vor. - Roland Kaiser – Santa Maria - 2½ Monate (1. Dezember 1980 – 14. Februar 1981) | - Roland Kaiser – Santa Maria - 2½ Monate (1. Dezember 1980 – 14. Februar 1981) - Vom 15. Februar bis zum 31. März (1½ Monate) liegt kein Nachweis vor. - Rainhard Fendrich – Zweierbeziehung - ½ Monat (1. April – 14. April) - Mike Krüger – Der Gnubbel - ½ Monat (15. April – 30. April) - Roy Black – Fremde Erde - 2 Monate (1. Mai – 30. Juni) - Vom 1. Juli bis zum 31. Juli (1 Monat) liegt kein Nachweis vor. - Rainhard Fendrich – Strada del Sole - 2 Monate (1. August – 30. September) - Peter Cornelius – Du entschuldige – i kenn di - 1½ Monate (1. Oktober – 14. November) - Fred Sonnenschein und seine Freunde – Ja, wenn wir alle Englein wären - 1½ Monate (15. November – 31. Dezember) |
| 1982 | 1983 |
| - Rainhard Fendrich – Schickeria - ½ Monat (1. Jänner – 14. Jänner) - Falco – Der Kommissar - 2 Monate (15. Jänner – 14. März) - Nickerbocker – Puppe (Du bist a moderne Hex') - ½ Monat (15. März – 31. März) - Spider Murphy Gang – Skandal im Sperrbezirk - 1 Monat (1. April – 30. April) - Mess – Sonntag - ½ Monat (1. Mai – 14. Mai) - Nicole – Ein bißchen Frieden - 1 Monat (15. Mai – 14. Juni) - Trio – Da Da Da ich lieb dich nicht du liebst mich nicht aha aha aha - 1 Monat (15. Juni – 14. Juli) - Rainhard Fendrich – Oben ohne - 2½ Monate (15. Juli – 30. September) - Andy Borg – Adios amor - 1 Monat (1. Oktober – 31. Oktober) - Relax – Weil i di mog - 3 Monate (1. November 1982 – 31. Jänner 1983) | - Relax – Weil i di mog - 3 Monate (1. November 1982 – 31. Jänner 1983) - Spliff – Das Blech - ½ Monat (1. Februar – 28. Februar) - Peter Schilling – Major Tom (völlig losgelöst) - 1½ Monate (1. März – 14. April) - Nena – 99 Luftballons - ½ Monat (15. April – 30. April) - Ludwig Hirsch – Gel', du magst mi - ½ Monat (1. Mai – 14. Mai) - Geier Sturzflug – Bruttosozialprodukt - 1 Monat (15. Mai – 14. Juni) - Tauchen-Prokopetz (DÖF) – DÖF - 3 Monate (15. Juni – 14. September) - Tauchen-Prokopetz (DÖF) – Taxi - 1½ Monate (15. September – 31. Oktober) - Erste Allgemeine Verunsicherung – Afrika – ist der Massa gut bei Kassa - ½ Monat (1. November – 14. November) - Trio – Herz ist Trumpf (Dann rufst du an …) - 3 Monate (15. November 1983 – 14. Jänner 1984) |
| 1984 | 1985 |
| - Trio – Herz ist Trumpf (Dann rufst du an …) - 2 Monate (15. November 1983 – 14. Jänner 1984) - Nena – ? (Fragezeichen) - ½ Monat (15. Jänner – 31. Jänner) - Nino de Angelo – Jenseits von Eden - 2½ Monate (1. Februar – 14. April 1984) - Stefan Waggershausen & Alice – Zu nah am Feuer - 1 Monat (15. April – 14. Mai) - Anita – Einfach weg - ½ Monat (15. Mai – 31. Mai) - KGB – Es war nix - 1 Monat (1. Juni – 30. Juni) - Gitti & Gary – Kumm hoit mi - 1 Monat (1. Juli – 30. Juli) - S.T.S. – Fürstenfeld - 1 Monat (1. August – 30. September) - KGB – Motorboot - 1½ Monate (1. Oktober – 14. November) - Nena – Irgendwie, irgendwo, irgendwann - 1 Monat (15. November – 14. Dezember) - Wolfgang Ambros – Du verstehst mi ned - ½ Monat (15. Dezember – 31. Dezember)                                                                                         | - Relax – Ein weißes Blatt'l Papier - 2½ Monate (1. Jänner – 14. April) - Peter Cornelius – Segel im Wind - 1 Monat (15. April – 14. Mai) - Austria für Afrika – Warum? - ½ Monat (15. Mai – 31. Mai) - Falco – Rock Me Amadeus - 2 Monate (1. Juni – 31. Juli) - Peter Cornelius – Süchtig - 1 Monat (1. August – 31. August) - S.T.S. – Irgendwann bleib i dann dort - 1½ Monate (1. September – 14. Oktober) - Stefanie Werger – Sommer - ½ Monat (15. Oktober – 31. Oktober) - Falco – Vienna Calling - 1 Monat (1. November – 30. November) - S.T.S. – Gö, du bleibst heut nacht bei mir - 1½ Monate (1. Dezember 1985 – 14. Jänner 1986) |
| 1986 | 1987 |
| - S.T.S. – Gö, du bleibst heut nacht bei mir - 1½ Monate (1. Dezember 1985 – 14. Jänner 1986) - Falco – Jeanny, Part I - 1 Monat (15. Jänner – 14. Februar) - Hans Orsolics – Mei potschertes Leb’n - 1½ Monate (15. Februar – 31. März) - Erste Allgemeine Verunsicherung – Märchenprinz - ½ Monat (1. April – 14. April) - Münchener Freiheit – Ohne dich - 1 Monat (15. April – 14. Mai) - Wolfgang Ambros – Langsam wochs' ma z'amm - ½ Monat (15. Mai – 31. Mai) - Hansi Dujmic – Ausgeliefert - ½ Monat (1. Juni – 14. Juni) - Münchener Freiheit – Tausendmal du - 1 Monat (15. Juni – 14. Juli) - Erste Allgemeine Verunsicherung – Heiße Nächte (in Palermo) - ½ Monat (15. Juli – 31. Juli) - Joesi Prokopetz – Sind Sie Single? - 3 Monate (1. August – 31. Oktober) - Falco – Coming Home (Jeanny, Part 2, ein Jahr danach) - 2 Monate (1. November – 31. Dezember) | - Stephan Remmler – Keine Sterne in Athen (3-4-5 x in 1 Monat) - ½ Monat (1. Jänner – 14. Jänner, insgesamt 2 Monate) - Contact – Schwarze Madonna - ½ Monat (15. Jänner – 31. Jänner) - Stephan Remmler – Keine Sterne in Athen (3-4-5 x in 1 Monat) - 1½ Monate (1. Februar – 14. März, insgesamt 2 Monate) - Stephan Remmler – Alles hat ein Ende nur die Wurst hat zwei (Krause & Ruth) - 1 Monat (15. März – 14. April) - Ibo – Bungalow in Santa Nirgendwo - 2½ Monate (1. April – 14. Juni) - Ecco – Hexen - 2½ Monate (15. Juni – 31. August) - Wilfried – Ikarus - ½ Monat (1. September – 14. September, insgesamt 1 Monat) - Jürgen von der Lippe – Guten Morgen, liebe Sorgen - ½ Monat (15. September – 30. September, insgesamt 1½ Monate) - Wilfried – Ikarus - ½ Monat (1. Oktober – 14. Oktober, insgesamt 1 Monat) - Jürgen von der Lippe – Guten Morgen, liebe Sorgen - 1 Monat (15. Oktober – 14. November, insgesamt 1½ Monate) - Erste Allgemeine Verunsicherung – Küss’ die Hand, schöne Frau - 4 Monate (15. November 1987 – 14. März 1988) |
| 1988 | 1989 |
| - Erste Allgemeine Verunsicherung – Küss’ die Hand, schöne Frau - 4 Monate (15. November 1987 – 14. März 1988) - Erste Allgemeine Verunsicherung – An der Copacabana - 1½ Monate (15. März – 30. April) - O.K. – Okay! - 2½ Monate (1. Mai – 14. Juli) - Udo Lindenberg – Ich lieb' dich überhaupt nicht mehr - ½ Monat (15. Juli – 31. Juli) - Rainhard Fendrich – Macho, Macho - 4 Monate (1. August – 30. November) - Erste Allgemeine Verunsicherung – Kann denn Schwachsinn Sünde sein …? - ½ Monat (1. Dezember – 14. Dezember) - Original Naabtal Duo – Patrona Bavariae - 1½ Monate (15. Dezember 1988 – 31. Jänner 1989) | - Original Naabtal Duo – Patrona Bavariae - 1½ Monate (15. Dezember 1988 – 31. Jänner 1989) - Rainhard Fendrich – Tango Korrupti - ½ Monat (1. Februar – 14. Februar) - Alexander Goebel & Luzia Nistler – Das Phantom der Oper - 3½ Monate (15. Februar – 31. Mai) - Thomas Forstner – Nur ein Lied - 3 Monate (1. Juni – 31. August) - Stefanie Werger – Flamenco turistico - 2½ Monate (1. September – 14. November) - Boris Bukowski – Trag meine Liebe wie einen Mantel - 9½ Wochen (15. November 1989 – 20. Jänner 1990) |

### 1990 ff.
| 1990 | 1991 |
| --- | --- |
| - Boris Bukowski – Trag meine Liebe wie einen Mantel - 9½ Wochen (15. November 1989 – 20. Jänner 1990) - Johann K. – Der Bätmän bin i - 1 Woche (21. Jänner – 27. Jänner) - Thomas Forstner – Wenn nachts die Sonne scheint - 3 Wochen (28. Jänner – 17. Februar) - Vom 18. Februar bis zum 10. März (3 Wochen) liegt kein Nachweis vor. - Boris Bukowski – Fandango - 3 Wochen (11. März – 31. März) - Werner – Pump ab das Bier - 3 Wochen (1. April – 21. April) - Erste Allgemeine Verunsicherung – Ding Dong - 8 Wochen (22. April – 16. Juni) - Der schreckliche Sven und die tollkühnen Plattenreiter – Hey, Wickie - 3 Wochen (17. Juni – 7. Juli) - Matthias Reim – Verdammt, ich lieb’ dich - 15 Wochen (8. Juli – 20. Oktober) - Matthias Reim – Ich hab' geträumt von dir - 12 Wochen (21. Oktober 1990 – 12. Jänner 1991) | - Matthias Reim – Ich hab' geträumt von dir - 12 Wochen (21. Oktober 1990 – 19. Jänner 1991) - Jazz Gitti & Her Disco Killers – Kränk di net - 16 Wochen (20. Jänner – 11. Mai, insgesamt 17 Wochen) - Thomas Forstner – Venedig im Regen - 2 Wochen (12. Mai – 25. Mai) - Jazz Gitti & Her Disco Killers – Kränk di net - 1 Woche (26. Mai – 1. Juni, insgesamt 17 Wochen) - Wolfgang Ambros – Abwärts und bergauf - 7 Wochen (2. Juni – 20. Juli) - Vom 21. Juli bis zum 10. August (3 Wochen) liegt kein Nachweis vor. - Alpentrio Tirol – Hast a bisserl Zeit für mi - 4 Wochen (11. August – 7. September) - Vom 8. September bis zum 5. Oktober (4 Wochen) liegt kein Nachweis vor. - Matthias Reim – Ich hab' mich so auf dich gefreut - 4 Wochen (6. Oktober – 2. November) - Erste Allgemeine Verunsicherung – Jambo - 12 Wochen (3. November 1991 – 25. Jänner 1992) |
| 1992 | 1993 |
| - Erste Allgemeine Verunsicherung – Jambo - 12 Wochen (3. November 1991 – 25. Jänner 1992) - Vom 26. Jänner bis zum 29. Februar (5 Wochen) liegt kein Nachweis vor. - Die Prinzen – Millionär - 7 Wochen (1. März – 14. März) - Erste Allgemeine Verunsicherung – Hip Hop! - 4 Wochen (15. März – 11. April) - Vom 12. April bis zum 9. Mai (4 Wochen) liegt kein Nachweis vor. - Tony Wegas – Zusammen geh’n - 6 Wochen (10. Mai – 20. Juni) - Connie Francis – Jive Connie - 12 Wochen (21. Juni – 12. September, insgesamt 13 Wochen) - Falco – Titanic - 2 Wochen (13. September – 26. September, insgesamt 7 Wochen) - Connie Francis – Jive Connie - 1 Woche (27. September – 3. Oktober, insgesamt 13 Wochen) - Falco – Titanic - 5 Wochen (4. Oktober – 7. November, insgesamt 7 Wochen) - Hubert von Goisern und die Alpinkatzen – Koa Hiatamadl - 4 Wochen (8. November – 5. Dezember, insgesamt 19 Wochen) - Die Fantastischen Vier – Die da!?! - 6 Wochen (6. Dezember 1992 – 16. Jänner 1993)                                                   | - Die Fantastischen Vier – Die da!?! - 6 Wochen (6. Dezember 1992 – 16. Jänner 1993) - Hubert von Goisern und die Alpinkatzen – Koa Hiatamadl - 15 Wochen (17. Jänner – 27. März, insgesamt 19 Wochen) - Vom 28. März bis zum 22. Mai (8 Wochen) liegt kein Nachweis vor. - Tony Wegas – Maria Magdalena - 3 Wochen (23. Mai – 12. Juni) - Vom 13. Juni bis zum 4. September (12 Wochen) liegt kein Nachweis vor. - Ambros contra Bisenz – Das Duell - 8 Wochen (5. September – 30. Oktober) - Die Ärzte – Schrei nach Liebe - 7 Wochen (31. Oktober – 18. Dezember, insgesamt 8 Wochen) - Die Prinzen – Alles nur geklaut - 6 Wochen (19. Dezember 1993 – 29. Jänner 1994) |
| 1994 | 1995 |
| - Die Prinzen – Alles nur geklaut - 6 Wochen (19. Dezember 1993 – 29. Jänner 1994) - David Hasselhoff und Gwen – Wir zwei allein - 8 Wochen (30. Jänner – 26. März) - Cinematic feat. Heinz Rühmann & Oliver Grimm – Unser Lied (La le lu) - 4 Wochen (27. März – 23. April) - Helge Schneider & Hardcore – Katzeklo - 4 Wochen (24. April – 21. Mai) - Superchamp und die Mannschaft des SV Casino Salzburg – Wir sind die Sieger! - 1 Woche (22. Mai – 28. Mai, insgesamt 2 Wochen) - Lucilectric – Mädchen - 4 Wochen (29. Mai – 25. Juni) - Superchamp und die Mannschaft des SV Casino Salzburg – Wir sind die Sieger! - 1 Woche (26. Juni – 2. Juli, insgesamt 2 Wochen) - Mo-Do – Eins, zwei, Polizei - 11 Wochen (3. Juli – 17. September) - Lucilectric – Hey Süßer - 13 Wochen (18. September – 17. Dezember, insgesamt 17 Wochen) - Erste Allgemeine Verunsicherung – 300 PS (Auto …) - 1 Woche (18. Dezember – 24. Dezember, insgesamt 2 Wochen) - Lucilectric – Hey Süßer - 3 Wochen (25. Dezember 1994 – 14. Jänner 1995, insgesamt 17 Wochen) | - Lucilectric – Hey Süßer - 3 Wochen (25. Dezember 1994 – 14. Jänner 1995, insgesamt 17 Wochen) - Erste Allgemeine Verunsicherung – 300 PS (Auto …) - 1 Woche (15. Jänner – 21. Jänner, insgesamt 2 Wochen) - Paulchen Panther – Wer hat an der Uhr gedreht? - 1 Woche (22. Jänner – 28. Jänner, insgesamt 3 Wochen) - Lucilectric – Hey Süßer - 1 Woche (29. Jänner – 4. Februar, insgesamt 17 Wochen) - Paulchen Panther – Wer hat an der Uhr gedreht? - 1 Woche (5. Februar – 11. Februar, insgesamt 3 Wochen) - Die fidelen Technotaler – D’ Almhütt’n - 1 Woche (12. Februar – 18. Februar, insgesamt 2 Wochen) - Paulchen Panther – Wer hat an der Uhr gedreht? - 1 Woche (19. Februar – 25. Februar, insgesamt 3 Wochen) - K2 – Die Nachtigall singt - 2 Wochen (26. Februar – 11. März, insgesamt 3 Wochen) - Die fidelen Technotaler – D’ Almhütt’n - 1 Woche (12. März – 18. März, insgesamt 2 Wochen) - K2 – Die Nachtigall singt - 1 Woche (19. März – 25. März, insgesamt 3 Wochen) - Erste Allgemeine Verunsicherung – Einmal möchte ich ein Böser sein - 4 Wochen (26. März – 22. April) - Die Schröders – Laß uns schmutzig Liebe machen - 14 Wochen (23. April – 29. Juli) - Die Doofen – Mief! (Nimm mich jetzt, auch wenn ich stinke!) - 8 Wochen (30. Juli – 23. September, insgesamt 10 Wochen) - Das Modul – Kleine Maus - 1 Woche (24. September – 30. September) - Die Doofen – Mief! (Nimm mich jetzt, auch wenn ich stinke!) - 2 Wochen (1. Oktober – 14. Oktober, insgesamt 10 Wochen) - Die Ärzte – Ein Song namens Schunder - 2 Wochen (15. Oktober – 28. Oktober) - Die Schröders – Wienerwald - 1 Woche (29. Oktober – 4. November) - Die Fantastischen Vier – Sie ist weg - 9 Wochen (5. November 1995 – 6. Jänner 1996) |
| 1996 | 1997 |
| - Die Fantastischen Vier – Sie ist weg - 9 Wochen (5. November 1995 – 6. Jänner 1996) - X-Ander feat. Maddy – Die Musik-Maschine - 7 Wochen (7. Jänner – 24. Februar) - Ausseer Hardbradler – Aufitretln und abiwedln - 1 Woche (25. Februar – 2. März) - Herbert Grönemeyer – Ich hab dich lieb (live) - 1 Woche (3. März – 9. März) - Tic Tac Toe – Ich find’ dich scheiße - 7 Wochen (10. März – 27. April) - T-MA a.k.a. Falco – Mutter, der Mann mit dem Koks ist da - 12 Wochen (28. April – 20. Juli) - Die Schlümpfe – Ich find’ Dich klasse! - 1 Woche (21. Juli – 27. Juli) - Blümchen – Boomerang - 2 Wochen (28. Juli – 10. August, insgesamt 2 Wochen) - Falco feat. T-MB – Naked - 1 Woche (11. August – 17. August, insgesamt 10 Wochen) - Blümchen – Boomerang - 1 Woche (18. August – 24. August, insgesamt 2 Wochen) - Falco feat. T-MB – Naked - 9 Wochen (25. August – 26. Oktober, insgesamt 10 Wochen) - Die Toten Hosen – Zehn kleine Jägermeister - 10 Wochen (27. Oktober 1996 – 4. Jänner 1997)                                    | - Die Toten Hosen – Zehn kleine Jägermeister - 10 Wochen (27. Oktober 1996 – 4. Jänner 1997) - Tic Tac Toe – Verpiß Dich - 10 Wochen (5. Jänner – 15. März) - Tic Tac Toe – Warum? - 7 Wochen (16. März – 3. Mai) - Rainhard Fendrich – Blond - 8 Wochen (4. Mai – 28. Juni, insgesamt 9 Wochen) - Rammstein – Engel - 1 Woche (29. Juni – 5. Juli, insgesamt 3 Wochen) - Rainhard Fendrich – Blond - 1 Woche (6. Juli – 12. Juli, insgesamt 9 Wochen) - Rammstein – Engel - 2 Wochen (13. Juli – 26. Juli, insgesamt 3 Wochen) - Tic Tac Toe – Mr. Wichtig - 9 Wochen (27. Juli – 27. September) - Toni Polster & Die Fabulösen Thekenschlampen – Toni lass es polstern - 3 Wochen (28. September – 18. Oktober, insgesamt 6 Wochen) - Blümchen – Gib mir noch Zeit - 1 Woche (19. Oktober – 25. Oktober) - Toni Polster & Die Fabulösen Thekenschlampen – Toni lass es polstern - 3 Wochen (26. Oktober – 15. November, insgesamt 6 Wochen) - Cappuccino – Du fehlst mir - 9 Wochen (16. November 1997 – 17. Jänner 1998) |
| 1998 | 1999 |
| - Cappuccino – Du fehlst mir - 9 Wochen (16. November 1997 – 17. Jänner 1998) - Rammstein – Das Modell - 3 Wochen (18. Jänner – 7. Februar, insgesamt 4 Wochen) - GrooveZone – Eisbaer - 1 Woche (8. Februar – 14. Februar) - Rammstein – Das Modell - 1 Woche (15. Februar – 21. Februar, insgesamt 4 Wochen) - Mini Bydlinski & Die Wecker Combo – Hermann Maier - 6 Wochen (22. Februar – 4. April) - Falco – Out of the Dark - 6 Wochen (5. April – 16. Mai) - Die Ärzte – Ein Schwein namens Männer - 13 Wochen (17. Mai – 15. August) - Witt / Heppner – Die Flut - 3 Wochen (16. August – 5. September) - The Himbeer Teddies – Der Wein von Mykonos - 1 Woche (6. September – 12. September) - Böhse Onkelz – Terpentin - 1 Woche (13. September – 19. September) - Falco – Egoist - 3 Wochen (20. September – 10. Oktober) - Franka Potente & Thomas D – Wish (Komm zu mir) - 3 Wochen (11. Oktober – 31. Oktober) - Oli.P – Flugzeuge im Bauch - 13 Wochen (1. November 1998 – 30. Jänner 1999)                                                    | - Oli.P – Flugzeuge im Bauch - 13 Wochen (1. November 1998 – 30. Jänner 1999) - A klana Indiana – A klana Indiana - 13 Wochen (31. Jänner – 1. Mai) - Die Fantastischen Vier – MfG – Mit freundlichen Grüßen - 3 Wochen (2. Mai – 22. Mai) - A klana Indiana – Uiii, is des bled! - 12 Wochen (23. Mai – 14. August) - Dr. Sohmer – 10 kleine Filzläuse - 4 Wochen (15. August – 11. September) - Anton feat. DJ Ötzi – Anton aus Tirol - 3 Wochen (12. September – 2. Oktober, insgesamt 16 Wochen) - A klana Indiana – Twist No. Sex - 3 Wochen (3. Oktober – 23. Oktober) - DJ Taylor & Flow – Gott tanzte - 1 Woche (24. Oktober – 30. Oktober) - E Nomine – Vater Unser - 4 Wochen (31. Oktober – 27. November) - Oli.P – So bist Du (und wenn du gehst …) - 7 Wochen (28. November 1999 – 15. Jänner 2000) |

### 2000 ff.
| 2000 | 2001 |
| --- | --- |
| - Oli.P – So bist Du (und wenn du gehst …) - 7 Wochen (28. November 1999 – 15. Jänner 2000) - Jan Delay a. k. a. Eissfeldt feat. Dennis Duplate / Absolute Beginner – Irgendwie, irgendwo, irgendwann - 3 Wochen (16. Jänner – 5. Februar 2000) - Anton feat. DJ Ötzi – Anton aus Tirol - 13 Wochen (6. Februar – 6. Mai, insgesamt 16 Wochen) - Zlatko – Ich vermiss Dich (wie die Hölle) - 8 Wochen (7. Mai – 1. Juli) - Alex – Ich will nur dich - 2 Wochen (2. Juli – 15. Juli) - Zlatko & Jürgen – Großer Bruder - 5 Wochen (16. Juli – 19. August) - Antonia feat. Sandra – … ich bin viel schöner - 4 Wochen (20. August – 16. September) - Die Ärzte – Wie es geht - 4 Wochen (17. September – 14. Oktober) - Ohrrausch – Siegerstraße - 13 Wochen (15. Oktober 2000 – 13. Jänner 2001) | - Ohrrausch – Siegerstraße - 13 Wochen (15. Oktober 2000 – 13. Jänner 2001) - Christian – Es ist geil ein Arschloch zu sein - 5 Wochen (14. Jänner – 17. Februar) - Crazy Orange – Tirol, du bist mein Heimatland - 1 Woche (18. Februar – 24. Februar) - Rammstein – Sonne - 9 Wochen (25. Februar – 28. April) - Sofaplanet – Lieb*icken - 9 Wochen (29. April – 30. Juni) - Daisy – Alles anders - 5 Wochen (1. Juli – 4. August) - Brothers Keepers – Adriano (Letzte Warnung) - 8 Wochen (5. August – 29. September) - Fettes Brot – Schwule Mädchen - 3 Wochen (30. September – 20. Oktober) - Die Prinzen – Deutschland - 5 Wochen (21. Oktober – 24. November) - E Nomine – Mitternacht - 3 Wochen (25. November – 15. Dezember) - Stefan Raab – Wir kiffen! - 11 Wochen (16. Dezember 2001 – 2. März 2002) |
| 2002 | 2003 |
| - Stefan Raab – Wir kiffen! - 11 Wochen (16. Dezember 2001 – 2. März 2002) - Böhse Onkelz – Keine Amnestie für MTV - 1 Woche (3. März – 9. März) - Xavier Naidoo – Wo willst du hin? - 1 Woche (10. März – 16. März) - Ben & Gim – Engel - 14 Wochen (17. März – 22. Juni) - Xavier Naidoo – Bevor du gehst - 4 Wochen (23. Juni – 20. Juli) - Professor Kaiser – Was is’ mit du? - 5 Wochen (21. Juli – 24. August) - Herbert Grönemeyer – Mensch - 12 Wochen (25. August – 16. November, insgesamt 13 Wochen) - Oli.P – Das erste Mal tat's noch weh - 2 Wochen (17. November – 30. November) - Herbert Grönemeyer – Mensch - 1 Woche (1. Dezember – 7. Dezember, insgesamt 13 Wochen) - Die Gerd Show – Der Steuersong (Las Kanzlern) - 9 Wochen (8. Dezember 2002 – 8. Februar 2003, insgesamt 10 Wochen) | - Die Gerd Show – Der Steuersong (Las Kanzlern) - 9 Wochen (8. Dezember 2002 – 8. Februar 2003, insgesamt 10 Wochen) - Xavier Naidoo – Abschied nehmen - 2 Wochen (9. Februar – 22. Februar, insgesamt 5 Wochen) - Die Gerd Show – Der Steuersong (Las Kanzlern) - 1 Woche (23. Februar – 1. März, insgesamt 10 Wochen) - Xavier Naidoo – Abschied nehmen - 3 Wochen (2. März – 22. März, insgesamt 5 Wochen) - Vera – Anders - 2 Wochen (23. März – 5. April) - Christina Stürmer – Ich lebe - 9 Wochen (6. April – 7. Juni) - Yvonne Catterfeld – Für dich - 2 Wochen (8. Juni – 21. Juni, insgesamt 3 Wochen) - Nena & Kim Wilde – Anyplace, anywhere, anytime - 1 Woche (22. Juni – 28. Juni) - Yvonne Catterfeld – Für dich - 1 Woche (29. Juni – 5. Juli, insgesamt 3 Wochen) - Buddy vs. DJ The Wave – Ab in den Süden - 13 Wochen (6. Juli – 4. Oktober) - RZA feat. Xavier Naidoo – Ich kenne nichts (das so schön ist wie du) - 2 Wochen (5. Oktober – 18. Oktober) - Starmania – Alles und mehr - 5 Wochen (19. Oktober – 22. November) - Overground – Schick mir ’nen Engel - 1 Woche (23. November – 29. November) - Christina Stürmer – Mama Ana Ahabak - 11 Wochen (30. November 2003 – 14. Februar 2004) |
| 2004 | 2005 |
| - Christina Stürmer – Mama Ana Ahabak - 11 Wochen (30. November 2003 – 14. Februar 2004) - Oomph! – Augen auf! - 13 Wochen (15. Februar – 15. Mai) - Christina Stürmer – Vorbei - 4 Wochen (16. Mai – 12. Juni) - Söhne Mannheims – Vielleicht - 4 Wochen (13. Juni – 10. Juli) - Böhse Onkelz – Onkelz vs. Jesus - 2 Wochen (11. Juli – 24. Juli) - Antonia – Wenn der Hafer sticht - 2 Wochen (25. Juli – 7. August) - Rammstein – Mein Teil - 3 Wochen (8. August – 28. August) - Christina Stürmer – Bus durch London - 4 Wochen (29. August – 25. September) - Rammstein – Amerika - 5 Wochen (26. September – 30. Oktober) - Juli – Perfekte Welle - 8 Wochen (31. Oktober – 25. Dezember) - Lukas Hilbert – Was ich an dir mag - 2 Wochen (26. Dezember 2004 – 8. Jänner 2005) | - Lukas Hilbert – Was ich an dir mag - 2 Wochen (26. Dezember 2004 – 8. Jänner 2005) - Söhne Mannheims – Und wenn ein Lied - 1 Woche (9. Jänner – 15. Jänner) - Schnappi – Schnappi, das kleine Krokodil - 12 Wochen (16. Jänner – 9. April) - Fettes Brot – Emanuela - 8 Wochen (10. April – 4. Juni) - Aschenputtel – Ich kann dich heilen - 1 Woche (5. Juni – 11. Juni) - Wir sind Helden – Nur ein Wort - 3 Wochen (12. Juni – 2. Juli) - Ich + Ich – Du erinnerst mich an Liebe - 5 Wochen (3. Juli – 6. August) - Nena – Willst du mit mir gehn - 2 Wochen (7. August – 20. August) - Die Seer – Sun, Wind + Regen - 1 Woche (21. August – 27. August) - Tokio Hotel – Durch den Monsun - 12 Wochen (28. August – 17. November) - Xavier Naidoo – Dieser Weg - 5 Wochen (18. November – 22. Dezember, insgesamt 6 Wochen) - Tokio Hotel – Schrei - 4 Wochen (23. Dezember 2005 – 19. Jänner 2006) |
| 2006 | 2007 |
| - Tokio Hotel – Schrei - 4 Wochen (23. Dezember 2005 – 19. Jänner 2006) - Xavier Naidoo – Dieser Weg - 1 Woche (20. Jänner – 26. Jänner, insgesamt 6 Wochen) - Pinocchio – Klick klack - 5 Wochen (27. Jänner – 2. März) - Rosenstolz – Ich bin ich (wir sind wir) - 1 Woche (3. März – 9. März, insgesamt 2 Wochen) - DJ Ötzi & Marc Pircher – 7 Sünden - 1 Woche (10. März – 16. März, insgesamt 3 Wochen) - Rosenstolz – Ich bin ich (wir sind wir) - 1 Woche (17. März – 23. März, insgesamt 2 Wochen) - Tokio Hotel – Rette mich - 3 Wochen (24. März – 13. April) - DJ Ötzi & Marc Pircher – 7 Sünden - 1 Woche (14. April – 20. April, insgesamt 3 Wochen) - Seeed – Ding - 1 Woche (21. April – 27. April, insgesamt 2 Wochen) - DJ Ötzi & Marc Pircher – 7 Sünden - 1 Woche (28. April – 4. Mai, insgesamt 3 Wochen) - Seeed – Ding - 1 Woche (5. Mai – 11. Mai, insgesamt 2 Wochen) - Christina Stürmer – Nie genug - 7 Wochen (12. Mai – 29. Juni) - Herbert Grönemeyer feat. Amadou & Mariam – Zeit, dass sich was dreht - 7 Wochen (30. Juni – 17. August) - LaFee – Prinzesschen - 1 Woche (18. August – 24. August) - Jan Delay – Klar - 1 Woche (25. August – 31. August) - Christina Stürmer – Um bei Dir zu sein - 1 Woche (1. September – 7. September, insgesamt 6 Wochen) - Tokio Hotel – Der letzte Tag - 1 Woche (8. September – 14. September) - Christina Stürmer – Um bei Dir zu sein - 5 Wochen (15. September – 19. Oktober, insgesamt 6 Wochen) - Silbermond – Das Beste - 15 Wochen (20. Oktober 2006 – 8. Februar 2007) | - Silbermond – Das Beste - 15 Wochen (20. Oktober 2006 – 8. Februar 2007) - Tokio Hotel – Übers Ende der Welt - 1 Woche (9. Februar – 15. Februar) - DJ Ötzi & Nik P. – Ein Stern (… der deinen Namen trägt) - 29 Wochen (16. Februar – 13. September) - Bushido – Alles verloren - 3 Wochen (14. September – 4. Oktober) - Culcha Candela – Hamma - 3 Wochen (5. Oktober – 25. Oktober) - Ich + Ich – Vom selben Stern - 2 Wochen (26. Oktober – 8. November) - Alex C. feat. Y-ass – Du hast den schönsten Arsch der Welt - 10 Wochen (9. November 2007 – 17. Jänner 2008) |
| 2008 | 2009 |
| - Alex C. feat. Y-ass – Du hast den schönsten Arsch der Welt - 10 Wochen (9. November 2007 – 17. Jänner 2008) - Ich + Ich – Stark - 3 Wochen (18. Jänner – 7. Februar) - Alex C. feat. Y-ass – Doktorspiele - 2 Wochen (8. Februar – 21. Februar) - Schnuffel – Kuschel Song - 11 Wochen (22. Februar – 8. Mai) - Ich + Ich – So soll es bleiben - 6 Wochen (9. Mai – 19. Juni, insgesamt 14 Wochen) - Mario Lang – Bring en hei - 1 Woche (20. Juni – 26. Juni) - Ich + Ich – So soll es bleiben - 8 Wochen (27. Juni – 21. August, insgesamt 14 Wochen) - Söhne Mannheims – Das hat die Welt noch nicht gesehen - 3 Wochen (22. August – 11. September) - Rosenstolz – Gib mir Sonne - 5 Wochen (12. September – 16. Oktober, insgesamt 6 Wochen) - Die Ärzte – Lasse redn - 2 Wochen (17. Oktober – 30. Oktober, insgesamt 4 Wochen) - Rosenstolz – Gib mir Sonne - 1 Woche (31. Oktober – 6. November, insgesamt 6 Wochen) - Die Ärzte – Lasse redn - 2 Wochen (7. November – 20. November, insgesamt 4 Wochen) - DJ Ötzi – Noch in 100.000 Jahren - 3 Wochen (21. November – 11. Dezember) - Herbert Grönemeyer – Glück - 3 Wochen (12. Dezember 2008 – 1. Jänner 2009) | - Herbert Grönemeyer – Glück - 3 Wochen (12. Dezember 2008 – 1. Jänner 2009) - Polarkreis 18 – Allein allein - 7 Wochen (2. Jänner – 19. Februar) - Peter Fox – Haus am See - 2 Wochen (20. Februar – 5. März) - Silbermond – Irgendwas bleibt - 13 Wochen (6. März – 4. Juni, insgesamt 15 Wochen) - Sportfreunde Stiller – Ein Kompliment [MTV Unplugged in New York] - 1 Woche (5. Juni – 11. Juni) - Silbermond – Irgendwas bleibt - 2 Wochen (12. Juni – 25. Juni, insgesamt 15 Wochen) - Cassandra Steen feat. Adel Tawil – Stadt - 11 Wochen (26. Juni – 10. September, insgesamt 12 Wochen) - Die Atzen (Frauenarzt & Manny Marc) – Das geht ab! (Wir feiern die ganze Nacht) - 2 Wochen (11. September – 24. September, insgesamt 6 Wochen) - Cassandra Steen feat. Adel Tawil – Stadt - 1 Woche (25. September – 1. Oktober, insgesamt 12 Wochen) - Rammstein – Pussy - 1 Woche (2. Oktober – 8. Oktober) - Die Atzen (Frauenarzt & Manny Marc) – Das geht ab! (Wir feiern die ganze Nacht) - 3 Wochen (9. Oktober – 29. Oktober, insgesamt 6 Wochen) - Sido – Hey du! - 1 Woche (30. Oktober – 5. November) - Die Atzen (Frauenarzt & Manny Marc) – Das geht ab! (Wir feiern die ganze Nacht) - 1 Woche (6. November – 12. November, insgesamt 6 Wochen) - Ich + Ich – Pflaster - 3 Wochen (13. November – 3. Dezember, insgesamt 4 Wochen) - Culcha Candela – Monsta - 1 Woche (4. Dezember – 10. Dezember, insgesamt 7 Wochen) - Ich + Ich – Pflaster - 1 Woche (11. Dezember – 17. Dezember, insgesamt 4 Wochen) - Falco – The Spirit Never Dies (Jeanny Final) - 1 Woche (18. Dezember – 24. Dezember) - Culcha Candela – Monsta - 6 Wochen (25. Dezember 2009 – 4. Februar 2010, insgesamt 7 Wochen) |

### 2010 ff.
| 2010 | 2011 |
| --- | --- |
| - Culcha Candela – Monsta - 6 Wochen (18. Dezember 2009 – 4. Februar 2010, insgesamt 7 Wochen) - Die Atzen (Frauenarzt & Manny Marc) – Disco Pogo - 9 Wochen (5. Februar – 8. April) - Unheilig – Geboren um zu leben - 6 Wochen (9. April – 20. Mai, insgesamt 8 Wochen) - Skero feat. Joyce Muniz – Kabinenparty - 1 Woche (21. Mai – 27. Mai, insgesamt 14 Wochen) - Unheilig – Geboren um zu leben - 1 Woche (28. Mai – 3. Juni, insgesamt 8 Wochen) - Skero feat. Joyce Muniz – Kabinenparty - 1 Woche (4. Juni – 10. Juni, insgesamt 14 Wochen) - Sido feat. Adel Tawil – Der Himmel soll warten - 1 Woche (11. Juni – 17. Juni) - Skero feat. Joyce Muniz – Kabinenparty - 12 Wochen (18. Juni – 9. September, insgesamt 14 Wochen) - Laserkraft 3D – Nein, Mann! - 4 Wochen (10. September – 7. Oktober) - Holstuonarmusigbigbandclub – Vo Mello bis ge Schoppornou - 5 Wochen (8. Oktober – 11. November) - Trackshittaz – Oida taunz! - 5 Wochen (12. November – 17. Dezember, insgesamt 6 Wochen) - Unheilig – Geboren um zu leben - 1 Woche (17. Dezember – 23. Dezember, insgesamt 8 Wochen) - Unheilig – Winter - 5 Wochen (24. Dezember 2010 – 27. Jänner 2011)                                                                                                   | - Unheilig – Winter - 5 Wochen (24. Dezember 2010 – 27. Jänner 2011) - Trackshittaz – Guuugarutz - 1 Woche (28. Jänner – 4. Februar) - Andreas Gabalier – I sing a Liad für di - 1 Woche (4. Februar – 10. Februar, insgesamt 7 Wochen) - Trackshittaz – Killalady - 3 Wochen (11. Februar – 3. März) - Andreas Gabalier – I sing a Liad für di - 1 Woche (4. März – 10. März, insgesamt 7 Wochen) - Trackshittaz – Oida taunz! - 1 Woche (11. März – 17. März, insgesamt 6 Wochen) - Andreas Gabalier – I sing a Liad für di - 2 Wochen (18. März – 31. März, insgesamt 7 Wochen) - Die Atzen mit Nena – Strobo Pop - 12 Wochen (1. April – 23. Juni) - Andreas Gabalier – I sing a Liad für di - 1 Woche (24. Juni – 30. Juni, insgesamt 7 Wochen) - Trackshittaz – Grüllarei - 2 Wochen (1. Juli – 14. Juli) - Jupiter Jones – Still - 12 Wochen (15. Juli – 6. Oktober) - Hubert von Goisern – Brenna tuats guat - 17 Wochen (7. Oktober 2011 – 9. Februar 2012) |
| 2012 | 2013 |
| - Hubert von Goisern – Brenna tuats guat - 17 Wochen (7. Oktober 2011 – 9. Februar 2012) - Andreas Gabalier – I sing a Liad für di - 1 Woche (10. Februar – 16. Februar, insgesamt 7 Wochen) - Silbermond – Himmel auf - 2 Wochen (17. Februar – 1. März) - Andreas Gabalier – I sing a Liad für di - 1 Woche (2. März – 8. März, insgesamt 7 Wochen) - Trackshittaz – Woki mit deim Popo - 2 Wochen (9. März – 22. März) - Deichkind – Leider geil (leider geil) - 5 Wochen (23. März – 26. April) - Die Toten Hosen – Tage wie diese - 11 Wochen (27. April – 12. Juli) - Culcha Candela – Von allein - 3 Wochen (13. Juli – 2. August) - Cro – Easy - 5 Wochen (3. August – 6. September, insgesamt 7 Wochen) - Ungebleicht – Putzibär - 1 Woche (7. September – 13. September) - Cro – Easy - 2 Wochen (14. September – 27. September, insgesamt 7 Wochen) - Philipp Poisel – Wie soll ein Mensch das ertragen - 1 Woche (28. September – 4. Oktober) - Xavas (Xavier Naidoo & Kool Savas): Schau nicht mehr zurück - 2 Wochen (5. Oktober – 18. Oktober) - Die Toten Hosen – Altes Fieber - 5 Wochen (19. Oktober – 22. November) - Seeed – Augenbling - 2 Wochen (23. November – 6. Dezember) - Cro – Einmal um die Welt - 10 Wochen (7. Dezember 2012 – 14. Februar 2013) | - Cro – Einmal um die Welt - 10 Wochen (7. Dezember 2012 – 14. Februar 2013) - Andreas Gabalier – Go for Gold - 3 Wochen (15. Februar – 7. März) - Sido – Bilder im Kopf - 10 Wochen (8. März – 23. Mai) - Beatrice Egli – Mein Herz - 2 Wochen (24. Mai – 6. Juni) - Sportfreunde Stiller – Applaus, Applaus - 5 Wochen (7. Juni – 11 Juli, insgesamt 6 Wochen) - Cro – Whatever - 1 Woche (12. Juli – 18. Juli, insgesamt 12 Wochen) - Sportfreunde Stiller – Applaus, Applaus - 1 Woche (19. Juli – 25. Juli, insgesamt 6 Wochen) - Cro – Whatever - 11 Wochen (26. Juli – 10. Oktober, insgesamt 12 Wochen) - Herzdame – Weit weit weg - 5 Wochen (11. Oktober – 14. November) - Adel Tawil – Lieder - 11 Wochen (15. November 2013 – 30. Jänner 2014) |

| 2014 | 2015 |
| --- | --- |
| - Adel Tawil – Lieder - 11 Wochen (15. November 2013 – 30. Jänner 2014) - Helene Fischer – Atemlos durch die Nacht - 10 Wochen (31. Jänner – 10. April, insgesamt 28 Wochen) - Revolverheld – Ich lass für dich das Licht an - 4 Wochen (11. April – 8. Mai) - Helene Fischer – Atemlos durch die Nacht - 1 Woche (9. Mai – 15. Mai, insgesamt 28 Wochen) - Xavier Naidoo – Amoi seg’ ma uns wieder - 1 Woche (16. Mai – 22. Mai) - Cro – Traum - 8 Wochen (23. Mai – 17. Juli) - Andreas Bourani – Auf uns - 3 Wochen (18. Juli – 7. August) - Helene Fischer – Atemlos durch die Nacht - 5 Wochen (8. August – 11. September, insgesamt 28 Wochen) - Mark Forster feat. Sido – Au revoir - 5 Wochen (12. September – 16. Oktober) - Andreas Gabalier – Amoi seg’ ma uns wieder - 1 Woche (17. Oktober – 23. Oktober) - Gregor Meyle – Keine ist wie du - 1 Woche (24. Oktober – 30. Oktober) - Helene Fischer – Atemlos durch die Nacht - 3 Wochen (31. Oktober – 20. November, insgesamt 28 Wochen) - Herbert Grönemeyer – Morgen - 1 Woche (21. November – 27. November) - Helene Fischer – Atemlos durch die Nacht - 1 Woche (28. November – 4. Dezember, insgesamt 28 Wochen) - Band Aid 30 Germany – Do They Know It’s Christmas? (Deutsche Version) - 1 Woche (5. Dezember – 11. Dezember) - Helene Fischer – Atemlos durch die Nacht - 7 Wochen (12. Dezember 2014 – 29. Jänner 2015, insgesamt 28 Wochen) | - Helene Fischer – Atemlos durch die Nacht - 7 Wochen (12. Dezember 2014 – 29. Jänner 2015, insgesamt 28 Wochen) - Mark Forster – Flash mich - 1 Woche (30. Jänner – 5. Februar) - Tagträumer – Tagträumen - 1 Woche (6. Februar – 12. Februar) - Marcelo Araújo Alves – Verliebt in der falsches Mädchen - 1 Woche (13. Februar – 19. Februar) - Andreas Bourani – Auf anderen Wegen - 1 Woche (20. Februar – 26. Februar, insgesamt 8 Wochen) - ApeCrime – Was ich nicht hab - 1 Woche (27. Februar – 5. März) - Andreas Bourani – Auf anderen Wegen - 7 Wochen (6. März – 16. April, insgesamt 8 Wochen) - Andreas Gabalier – Mountain Man - 2 Wochen (17. April – 30. April) - Philipp Dittberner & Marv – Wolke 4 - 2 Wochen (1. Mai – 14. Mai, insgesamt 9 Wochen) - Christina Stürmer – Was wirklich bleibt - 1 Woche (15. Mai – 21. Mai) - Philipp Dittberner & Marv – Wolke 4 - 7 Wochen (22. Mai – 9. Juli, insgesamt 9 Wochen) - Cro – Bye Bye - 8 Wochen (10. Juli – 3. September) - Raoul Haspel – Schweigeminute (Traiskirchen) - 1 Woche (4. September – 10. September) - Sido feat. Andreas Bourani – Astronaut - 1 Woche (11. September – 17. September, insgesamt 7 Wochen) - Die Ärzte – Schrei nach Liebe - 1 Woche (18. September – 24. September, insgesamt 8 Wochen) - Sido feat. Andreas Bourani – Astronaut - 6 Wochen (25. September – 5. November, insgesamt 7 Wochen) - Namika – Lieblingsmensch - 1 Woche (6. November – 12. November) - Seiler und Speer – Hamm kummst - 17 Wochen (13. November 2015 – 10. März 2016) |
| 2016 | 2017 |
| - Seiler und Speer – Hamm kummst - 17 Wochen (13. November 2015 – 10. März 2016) - Stereoact feat. Kerstin Ott – Die immer lacht - 10 Wochen (11. März – 19. Mai, insgesamt 14 Wochen) - Prince Damien – Glücksmoment - 1 Woche (20. Mai – 26. Mai) - Stereoact feat. Kerstin Ott – Die immer lacht - 4 Wochen (27. Mai – 23. Juni, insgesamt 14 Wochen) - Mark Forster – Wir sind groß - 5 Wochen (24. Juni – 28. Juli) - Shindy – Roli - 1 Woche (29. Juli – 4. August) - Freiraum5 – Doppelt - 4 Wochen (5. August – 1. September) - Pizzera & Jaus – Jedermann - 2 Wochen (2. September – 15. September, insgesamt 13 Wochen) - Sportfreunde Stiller – Das Geschenk - 1 Woche (16. September – 22. September) - Pizzera & Jaus – Jedermann - 11 Wochen (23. September – 8. Dezember, insgesamt 13 Wochen) - Seiler und Speer – I kenn di vo wo - 1 Woche (9. Dezember – 15. Dezember) - Mark Forster – Chöre (Willkommen bei den Hartmanns Version) - 5 Wochen (16. Dezember 2016 – 19. Jänner 2017, insgesamt 6 Wochen) | - Mark Forster – Chöre (Willkommen bei den Hartmanns Version) - 5 Wochen (16. Dezember 2016 – 19. Jänner 2017, insgesamt 6 Wochen) - Marco Wagner feat. Die Obersteirer – Boyfriends - 2 Wochen (20. Jänner – 2. Februar, insgesamt 3 Wochen) - Pizzera & Jaus – Eine ins Leben - 1 Woche (3. Februar – 9. Februar, insgesamt 10 Wochen) - Mark Forster – Chöre (Willkommen bei den Hartmanns Version) - 1 Woche (10. Februar – 16. Februar, insgesamt 6 Wochen) - Marco Wagner feat. Die Obersteirer – Boyfriends - 1 Woche (17. Februar – 23. Februar, insgesamt 3 Wochen) - Pizzera & Jaus – Eine ins Leben - 1 Woche (24. Februar – 2. März, insgesamt 10 Wochen) - Bilderbuch – Bungalow - 2 Wochen (3. März – 16. März) - Pizzera & Jaus – Eine ins Leben - 4 Wochen (17. März – 13. April, insgesamt 10 Wochen) - Marco Wagner & Dave Brown – Hey Bro! - 1 Woche (14. April – 20. April) - Pizzera & Jaus – Eine ins Leben - 2 Wochen (21. April – 4. Mai, insgesamt 10 Wochen) - Adel Tawil – Ist da jemand - 1 Woche (5. Mai – 11. Mai, insgesamt 3 Wochen) - Pizzera & Jaus – Eine ins Leben - 2 Wochen (12. Mai – 25. Mai, insgesamt 10 Wochen) - Pizzera & Jaus – Mama - 1 Woche (26. Mai – 1. Juni) - Adel Tawil – Ist da jemand - 2 Wochen (2. Juni – 15. Juni, insgesamt 3 Wochen) - Cro – Unendlichkeit - 1 Woche (16. Juni – 22. Juni, insgesamt 2 Wochen) - Kay One – Louis Louis - 2 Wochen (23. Juni – 6. Juli) - Cro – Unendlichkeit - 1 Woche (7. Juli – 13. Juli, insgesamt 2 Wochen) - Mark Forster – Sowieso - 3 Wochen (14. Juli – 3. August, insgesamt 7 Wochen) - Seiler und Speer – Ob und zua - 1 Woche (4. August – 10. August) - Mark Forster – Sowieso - 4 Wochen (11. August – 7. September, insgesamt 7 Wochen) - RAF Camora – Primo - 2 Wochen (8. September – 21. September) - Kay One feat. Pietro Lombardi – Señorita - 4 Wochen (22. September – 19. Oktober) - Wanda – Columbo - 2 Wochen (20. Oktober – 2. November) - Bausa – Was du Liebe nennst - 18 Wochen (3. November 2017 – 8. März 2018, insgesamt 20 Wochen) |
| 2018 | 2019 |
| - Bausa – Was du Liebe nennst - 18 Wochen (3. November 2017 – 8. März 2018, insgesamt 20 Wochen) - RAF Camora – Corleone - 1 Woche (9. März – 15. März) - Bausa – Was du Liebe nennst - 2 Wochen (16. März – 29. März, insgesamt 20 Wochen) - Azet feat. Zuna & Noizy – Kriminell - 1 Woche (30. März – 5. April) - Olexesh feat. Edin – Magisch - 2 Wochen (6. April – 19. April) - Katja Krasavice – Dicke Lippen - 1 Woche (20. April – 26. April) - Capital Bra – 5 Songs in einer Nacht - 1 Woche (27. April – 3. Mai) - RAF Camora – Maserati - 1 Woche (4. Mai – 10. Mai) - Capital Bra feat. Ufo361 – Neymar - 3 Wochen (11. Mai – 31. Mai) - Pietro Lombardi – Phänomenal - 1 Woche (1. Juni – 7. Juni) - Capital Bra – One Night Stand - 2 Wochen (8. Juni – 21. Juni) - Capital Bra – Berlin lebt - 2 Wochen (22. Juni – 5. Juli) - Capital Bra feat. King Khalil – Kennzeichen B-TK - 1 Woche (6. Juli – 12. Juli) - Summer Cem feat. Bausa – Casanova - 1 Woche (13. Juli – 19. Juli) - Bushido feat. Samra & Capital Bra – Für euch alle - 2 Wochen (20. Juli – 2. August) - Josh. – Cordula Grün - 2 Wochen (3. August – 16. August) - Capital Bra feat. Juju – Melodien - 2 Wochen (17. August – 30. August) - Bonez MC & RAF Camora – 500 PS - 1 Woche (31. August – 6. September, insgesamt 3 Wochen) - Bonez MC & RAF Camora – Risiko - 1 Woche (7. September – 13. September) - Bonez MC & RAF Camora – 500 PS - 2 Wochen (14. September – 27. September, insgesamt 3 Wochen) - Bonez MC & RAF Camora feat. Gzuz – Kokain - 3 Wochen (28. September – 18. Oktober, insgesamt 4 Wochen) - Bonez MC & RAF Camora – Nummer unterdrückt - 1 Woche (19. Oktober – 25. Oktober) - Bonez MC & RAF Camora feat. Gzuz – Kokain - 1 Woche (26. Oktober – 1. November, insgesamt 4 Wochen) - KitschKrieg feat. Trettmann, Gringo, Ufo361 & Gzuz – Standard - 1 Woche (2. November – 8. November) - Capital Bra – Allein - 2 Wochen (9. November – 22. November) - Samra – Cataleya - 1 Woche (23. November – 29. November) - RAF Camora & AriBeatz feat. Sofiane – Perfekt - 1 Woche (30. November – 6. Dezember) - Mero – Baller los - 2 Wochen (7. Dezember – 20. Dezember) - Sido – Tausend Tattoos - 3 Wochen (21. Dezember 2018 – 10. Jänner 2019) | - Sido – Tausend Tattoos - 3 Wochen (21. Dezember 2018 – 10. Jänner 2019) - Capital Bra – Benzema - 2 Wochen (11. Jänner – 24. Jänner) - Shindy – DODI - 1 Woche (25. Jänner – 31. Jänner) - Mero – Hobby Hobby - 1 Woche (1. Februar – 7. Februar) - Capital Bra – Prinzessa - 2 Wochen (8. Februar – 21. Februar) - Eno feat. Mero – Ferrari - 1 Woche (22. Februar – 28. Februar) - KC Rebell feat. Summer Cem & Capital Bra – DNA - 1 Woche (1. März – 7. März) - Capital Bra – Capital Bra je m’appelle - 1 Woche (8. März – 14. März) - Mathea – 2x - 1 Woche (15. März – 21. März) - Mero – Wolke 10 - 1 Woche (22. März – 28. März) - Capital Bra & Samra – Wir ticken - 1 Woche (29. März – 4. April) - Capital Bra – Cherry Lady - 2 Wochen (5. April – 18. April) - Samra – Harami - 1 Woche (19. April – 25. April) - Capital Bra feat. Summer Cem & KC Rebell – Rolex - 2 Wochen (26. April – 9. Mai) - Ufo361 feat. RIN – Next - 1 Woche (10. Mai – 16. Mai) - Juju feat. Henning May – Vermissen - 1 Woche (17. Mai – 23. Mai) - Shindy – Nautilus - 1 Woche (24. Mai – 30. Mai) - Samra & Capital Bra – Wieder Lila - 3 Wochen (31. Mai – 20. Juni) - Sarah Connor – Vincent - 1 Woche (21. Juni – 27. Juni, insgesamt 2 Wochen) - Kalazh44, Capital Bra & Samra feat. Nimo & Luciano – Royal Rumble - 1 Woche (28. Juni – 4. Juli) - Capital Bra & Samra – Tilidin - 4 Wochen (5. Juli – 1. August) - KC Rebell feat. RAF Camora – Neptun - 1 Woche (2. August – 8. August) - Ufo361 feat. RAF Camora – Nummer - 1 Woche (9. August – 15. August) - Loredana feat. Mozzik – Eiskalt - 1 Woche (16. August – 22. August) - Sarah Connor – Vincent - 1 Woche (23. August – 29. August, insgesamt 2 Wochen) - Loredana feat. Mozzik – Eiskalt - 1 Woche (30. August – 5. September) - Capital Bra & Samra – Nummer 1 - 1 Woche (6. September – 12. September) - RAF Camora – Vendetta - 1 Woche (13. September – 19. September) - Samra & Capital Bra – Huracan - 1 Woche (20. September – 26. September) - Loredana & Mero – Kein Plan - 1 Woche (27. September – 3. Oktober) - Capital Bra, Samra & Lea – 110 - 3 Wochen (4. Oktober – 24. Oktober) - RAF Camora feat. Ghetto Phénomène – Puta Madre - 2 Wochen (25. Oktober – 7. November, insgesamt 3 Wochen) - Apache 207 – Roller - 1 Woche (8. November – 14. November, insgesamt 6 Wochen) - RAF Camora feat. Ghetto Phénomène – Puta Madre - 1 Woche (15. November – 21. November, insgesamt 3 Wochen) - Apache 207 – Roller - 3 Wochen (22. November – 12. Dezember, insgesamt 6 Wochen) - Capital Bra – Der Bratan bleibt der gleiche - 1 Woche (13. Dezember – 19. Dezember) - Nimo & Hava – Kein Schlaf - 2 Wochen (20. Dezember 2019 – 4. Jänner 2020) |

### 2020 ff.
| 2020 | 2021 |
| --- | --- |
| - Nimo & Hava – Kein Schlaf - 2 Wochen (20. Dezember 2019 – 4. Jänner 2020) - Apache 207 – Roller - 3 Wochen (5. Jänner – 16. Jänner, insgesamt 6 Wochen) - RAF Camora – Maschine - 1 Woche (17. Jänner – 23. Jänner, insgesamt 1 Woche) - RAF Camora feat. KC Rebell – OK, OK - 1 Woche (17. Jänner – 23. Jänner, insgesamt 1 Woche) - Juju & Loredana – Kein Wort - 1 Wochen (31. Jänner – 6. Februar, insgesamt 1 Woche) - Gzuz – Donuts - 1 Wochen (7. Februar – 13. Februar, insgesamt 1 Woche) - Joker Bra & Vize – Baby - 3 Wochen (14. Februar – 5. März, insgesamt 3 Wochen) - Ufo361 – Rich Rich - 1 Wochen (6. März – 12. März, insgesamt 1 Woche) - Capital Bra & Samra – 100k Cash - 1 Woche (13. März – 19. März, insgesamt 1 Woche) - Loredana feat. Rymez – Angst - 1 Woche (20. März – 26. März, insgesamt 1 Woche) - Samra & Capital Bra – Berlin - 1 Woche (27. März – 2. April, insgesamt 1 Woche) - Dardan & Monet192 – H<3tel - 1 Woche (3. April – 9. April, insgesamt 1 Woche) - Loredana & Zuna – Du bist mein - 1 Woche (10. April – 16. April, insgesamt 1 Woche) - Shindy – What’s Luv - 1 Woche (17. April – 23. April, insgesamt 1 Woche) - Bonez MC – Shotz Fired - 1 Woche (24. April – 30. April, insgesamt 1 Woche) - Samra & Capital Bra – 365 Tage - 1 Woche (1. Mai – 7. Mai, insgesamt 1 Woche) - Shirin David – 90-60-111 - 1 Woche (8. Mai – 14. Mai, insgesamt 1 Woche) - Capital Bra feat. Loredana – Nicht verdient - 1 Woche (15. Mai – 21. Mai, insgesamt 1 Woche) - Apache 207 – Fame - 2 Wochen (22. Mai – 4. Juni, insgesamt 2 Wochen) - Bonez MC – Roadrunner - 1 Woche (5. Juni – 11. Juni, insgesamt 1 Woche) - AK Ausserkontrolle feat. Bonez MC – In meinem Benz - 1 Woche (12. Juni – 18. Juni, insgesamt 1 Woche) - Apache 207 – Boot - 1 Woche (19. Juni – 25. Juni, insgesamt 1 Woche) - Ufo361 – Emotions - 1 Woche (26. Juni – 2. Juli, insgesamt 1 Woche) - Bonez MC – Big Body Benz - 1 Woche (3. Juli – 9. Juli, insgesamt 1 Woche) - Miksu, Macloud, Summer Cem, Luciano, Jamule – XXL - 1 Woche (10. Juli – 16. Juli, insgesamt 1 Woche) - Apache 207 – Bläulich - 3 Wochen (17. Juli – 6. August, insgesamt 3 Wochen) - Capital Bra feat. Clueso & KC Rebell – Andere Welt - 1 Woche (7. August – 13. August, insgesamt 1 Woche) - Bonez MC – Tilidin weg - 2 Wochen (14. August – 27. August, insgesamt 2 Wochen) - Ufo361 – Playlist - 1 Woche (28. August – 3. September, insgesamt 1 Woche) - Capital Bra feat. Cro – Frühstück in Paris - 2 Wochen (4. September – 17. September, insgesamt 2 Wochen) - Bonez MC – Fuckst mich nur ab - 2 Wochen (18. September – 1. Oktober, insgesamt 2 Wochen) - Capital Bra – Einsam an der Spitze - 1 Woche (2. Oktober – 8. Oktober, insgesamt 1 Woche) - Vize x Capital Bra x Leony – Paradise - 1 Woche (9. Oktober – 15. Oktober, insgesamt 5 Wochen) - Samra – Rohdiamant - 1 Woche (16. Oktober – 22. Oktober, insgesamt 1 Woche) - Vize x Capital Bra x Leony – Paradise - 2 Wochen (23. Oktober – 5. November, insgesamt 5 Wochen) - Bonez MC – Angeklagt - 5 Wochen (6. November – 10. Dezember, insgesamt 5 Wochen) - Vize x Capital Bra x Leony – Paradise - 2 Wochen (11. Dezember – 23. Dezember, insgesamt 5 Wochen) - Samra feat. Topic42 – Lost - 2 Wochen (25. Dezember – 14. Jänner, insgesamt 2 Wochen) | - Samra feat. Topic42 – Lost - 2 Wochen (25. Dezember – 14. Jänner, insgesamt 2 Wochen) - Ufo361 feat. Bonez MC – 7 - 1 Woche (15. Jänner – 21. Jänner, insgesamt 1 Woche) - Apache 207 – Angst - 1 Woche (22. Jänner – 28. Jänner, insgesamt 1 Woche) - Kasimir1441 x Badmómzjay – Ohne dich - 5 Wochen (29. Jänner – 4. März, insgesamt 6 Wochen) - Bausa feat. Apache 207 – Madonna - 1 Woche (5. März – 11. März, insgesamt 2 Wochen) - Kasimir1441 x Badmómzjay – Ohne dich - 1 Woche (12. März – 18. März, insgesamt 7 Wochen) - Bausa feat. Apache 207 – Madonna - 1 Woche (19. März – 25. März, insgesamt 2 Wochen) - Kasimir1441 x Badmómzjay – Ohne dich - 1 Woche (26. März – 1. April, insgesamt 7 Wochen) - Ufo361 feat. RIN – Low Life - 1 Woche (2. April – 8. April, insgesamt 1 Woche) - Miksu, Macloud, Jamule, Nimo – Frag mich nicht - 2 Wochen (9. April – 22. April, insgesamt 3 Wochen) - Santos x Sido x Samra – Leere Hände - 1 Woche (23. April – 29. April, insgesamt 1 Woche) - Miksu, Macloud, Jamule, Nimo – Frag mich nicht - 1 Woche (30. April – 6. Mai, insgesamt 3 Wochen) - Jamule – Liege wieder wach - 1 Woche (7. Mai – 13. Mai, insgesamt 1 Woche) - Cro feat. Capital Bra – Blessed - 1 Woche (14. Mai – 20. Mai, insgesamt 1 Woche) - Bonez MC feat. Frauenarzt – Extasy - 1 Woche (21. Mai – 28. Mai, insgesamt 1 Woche) - Shirin David – Ich darf das - 1 Woche (28. Mai – 3. Juni, insgesamt 3 Wochen) - Bonez MC, LX, Maxwell & Sa4 – Vielen Dank - 1 Woche (4. Juni – 10. Juni, insgesamt 1 Woche) - Loredana & Mozzik – Rosenkrieg - 1 Woche (11. Juni – 17. Juni, insgesamt 1 Woche) - Shirin David – Ich darf das - 2 Wochen (18. Juni – 1. Juli, insgesamt 3 Wochen) - Luciano – Schmetterling - 1 Woche (2. Juli – 8. Juli, insgesamt 1 Woche) - Pashanim – Sommergewitter - 3 Wochen (9. Juli – 29. Juli, insgesamt 3 Wochen) - RAF Camora – Zukunft - 1 Woche (30. Juli – 5. August, insgesamt 1 Woche) - RAF Camora feat. Bonez MC – Blaues Licht - 4 Wochen (6. August – 2. September, insgesamt 7 Wochen) - RAF Camora feat. Juju – Wenn du mich siehst - 1 Woche (3. September – 9. September, insgesamt 1 Woche) - RAF Camora feat. Bonez MC – Blaues Licht - 2 Wochen (10. September – 23. September, insgesamt 7 Wochen) - RAF Camora feat. Luciano – 2CB - 3 Wochen (24. September – 23. September, insgesamt 3 Wochen) - RAF Camora feat. Bonez MC – Blaues Licht - 1 Woche (15. Oktober – 21. Oktober, insgesamt 7 Wochen) - RAF Camora – Guapa - 3 Wochen (22. Oktober – 11. November, insgesamt 3 Wochen) - Shirin David & Kitty Kat – Be a Hoe/Break a Hoe - 1 Woche (12. November – 3. Juni, insgesamt 3 Wochen) - KC Rebell feat. RAF Camora – Gelebt - 1 Wochen (19. November – 25. November, insgesamt 1 Wochen) - Hava & Dardan – High - 1 Woche (26. November – 2. Dezember, insgesamt 1 Wochen) - Capital Bra feat. Montez – Ein Jahr - 1 Woche (3. Dezember – 9. Dezember, insgesamt 1 Woche) - Sido – Mit dir - 1 Woche (10. Dezember – 2. Dezember, insgesamt 8 Wochen) - Kummer feat. Fred Rabe – Der letzte Song (Alles wird gut) - 1 Woche (17. Dezember – 23. Dezember, insgesamt 1 Wochen) - Sido – Mit dir - 3 Wochen (24. Dezember – 10. Jänner, insgesamt 8 Wochen) |

| 2022 | 2023 |
| --- | --- |
| - Sido – Mit dir - 3 Wochen (24. Dezember – 10. Jänner, insgesamt 8 Wochen) - Pajel – 10von10 - 1 Woche (11. Jänner – 17. Jänner, insgesamt 1 Woche) - Gzuz feat. Bonez MC – Wenn ich will - 1 Woche (18. Jänner – 24. Jänner, insgesamt 1 Woche) - Gzuz feat. Luciano & RAF Camora – Alles black - 1 Woche (25. Jänner – 31. Jänner, insgesamt 1 Woche) - Sido – Mit dir - 4 Wochen (1. Februar – 28. Februar, insgesamt 8 Wochen) - The Cratez, RAF Camora & Ufo361 – Tageslicht - 1 Woche (1. März – 7. März, insgesamt 1 Woche) - 187 Strassenbande – 187 Allstars ’22 - 1 Woche (8. März – 14. März, insgesamt 1 Woche) - Miksu / Macloud & T-Low – Sehnsucht - 3 Wochen (15. März – 4. April, insgesamt 3 Wochen) - Jala Brat x Buba Corelli x RAF Camora – Criminal - 1 Woche (5. April. März – 11. April, insgesamt 1 Woche) - Miksu / Macloud & T-Low – Sehnsucht - 3 Wochen (12. April – 2. Mai, insgesamt 6 Wochen) - Miksu / Macloud & T-Low – We Made It - 1 Woche (3. Mai – 9. Mai, insgesamt 1 Woche) - Luciano – Beautiful Girl - 8 Wochen (10. Mai – 5. Juli, insgesamt 8 Wochen) - DJ Robin & Schürze – Layla - 8 Wochen (5. Juli – 29. August, insgesamt 8 Wochen) - Nina Chuba – Wildberry Lillet - 2 Wochen (30. August – 12. September, insgesamt 4 Wochen) - Miksu / Macloud & Makko – Nachts wach - 3 Wochen (13. September – 3. Oktober, insgesamt 4 Wochen) - Luciano feat. Aitch & Bia – Bamba - 7 Wochen (4. Oktober – 21. November, insgesamt 8 Wochen) - Peter Fox feat. Inéz – Zukunft Pink - 2 Wochen (22. November – 6. Dezember, insgesamt 3 Wochen) - Luciano feat. Aitch & Bia – Bamba - 1 Woche (6. Dezember – 12. Dezember, insgesamt 8 Wochen) - Miksu / Macloud & Makko – Nachts wach - 1 Woche (13. Dezember – 19. Dezember, insgesamt 4 Wochen) - Bonez MC – Buzz Down - 1 Woche (20. Dezember – 2. Jänner, insgesamt 1 Woche) | - Nina Chuba – Wildberry Lillet - 2 Wochen (3. Jänner – 16. Jänner, insgesamt 4 Wochen) - Ayliva feat. Mero – Sie weiß - 3 Wochen (17. Jänner – 6. Februar, insgesamt 3 Wochen) - Udo Lindenberg & Apache 207 – Komet - 9 Wochen (7. Februar – 10. April, insgesamt 19 Wochen) - RAF Camora feat. Luciano – All Night - 2 Wochen (11. April – 24. April, insgesamt 2 Wochen) - Udo Lindenberg & Apache 207 – Komet - 1 Wochen (25. April – 1. Mai, insgesamt 19 Wochen) - Gzuz & Bonez MC – Cinnamon Roll - 1 Woche (2. Mai – 8. Mai, insgesamt 1 Woche) - Udo Lindenberg & Apache 207 – Komet - 1 Woche (9. Mai – 15. Mai, insgesamt 19 Wochen) - RAF Camora – Anna - 2 Wochen (16. Mai – 29. Mai, insgesamt 2 Wochen) - RAF Camora feat. Cro – Bei Nacht - 1 Woche (30. Mai – 5. Juni, insgesamt 1 Woche) - Ski Aggu, Joost & Otto Waalkes – Friesenjung - 3 Wochen (6. Juni – 26. Juni, insgesamt 3 Wochen) - RAF Camora feat. Ahmad Amin – Strada - 1 Woche (27. Juni – 3. Juli, insgesamt 1 Woche) - RAF Camora feat. Yung Hurn – Wien - 2 Wochen (4. Juli – 17. Juli, insgesamt 2 Wochen) - Bonez MC – So - 1 Woche (18. Juli – 24. Juli, insgesamt 1 Woche) - RAF Camora feat. HoodBlaq – Tropicana - 1 Woche (25. Juli – 31. Juli, insgesamt 1 Woche) - Luca-Dante Spadafora, Niklas Dee & Octavian – Mädchen auf dem Pferd - 12 Wochen (1. August – 23. Oktober, insgesamt 14 Wochen) - Sira, Badchieff & Bausa – 9 bis 9 - 1 Woche (24. – 30. Oktober, insgesamt 1 Woche) - Amaru x Gringo Bamba – Blonde Chaya - 1 Woche (31. Oktober – 6. November, insgesamt 2 Wochen) - RAF Camora feat. Ski Aggu – Liebe Grüße - 3 Wochen (7. November – 27. November, insgesamt 3 Wochen) - Bonez MC – Fußballer - 1 Woche (28. November – 4. Dezember, insgesamt 1 Woche) - Helene Fischer – Atemlos durch die Nacht - 1 Woche (4. Dezember – 11. Dezember, insgesamt 28 Wochen) - Udo Lindenberg & Apache 207 – Komet - 1 Woche (12. Dezember – 18. Dezember, insgesamt 19 Wochen) - Amaru x Gringo Bamba – Blonde Chaya - 1 Woche (19. Dezember – 2. Jänner 2024, insgesamt 2 Wochen) |

| 2024 | 2025 |
| --- | ---- |
| - Udo Lindenberg & Apache 207 – Komet - 1 Woche (2. Jänner – 8. Jänner, insgesamt 19 Wochen) - Luca-Dante Spadafora, Niklas Dee & Octavian – Mädchen auf dem Pferd - 1 Woche (9. Jänner – 15. Jänner, insgesamt 14 Wochen) - Luciano – Time - 1 Woche (16. Jänner – 22. Jänner) - Udo Lindenberg & Apache 207 – Komet - 1 Woche (23. Jänner – 29. Jänner, insgesamt 19 Wochen) - Luca-Dante Spadafora, Niklas Dee & Octavian – Mädchen auf dem Pferd - 1 Woche (30. Jänner – 5. Februar, insgesamt 14 Wochen) - Udo Lindenberg & Apache 207 – Komet - 3 Wochen (6. Februar – 26. Februar, insgesamt 19 Wochen) - Sampagne, Badchieff & Cro – Tempo - 2 Wochen (27. Februar – 11. März) - Apache 207 – Loser - 1 Woche (12. März – 18. März) - Udo Lindenberg & Apache 207 – Komet - 2 Wochen (19. März – 1. April, insgesamt 19 Wochen) - 01099 – Küssen - … Wochen (2. April – …, insgesamt 3 Wochen) |      |

## Künstler mit den meisten Nummer-eins-Singles
Folgende Künstler erreichten bislang am häufigsten und mindestens fünfmal den ersten Platz der deutschsprachigen Lieder in den Singlecharts:
- 33:  Capital Bra
- 31:  RAF Camora
- 19:  Bonez MC
- 16:  Samra
- 11:  Peter Alexander,  Erste Allgemeine Verunsicherung und  Falco
- 10:  Cro
- 09:  Luciano
- 08:  Apache 207,  Roy Black und  Sido und  Ufo361
- 07:  Rainhard Fendrich,  Loredana,  Xavier Naidoo und  Christina Stürmer
- 06:  Wolfgang Ambros,  Cro,  Gzuz,  KC Rebell,  Mero,  Nena und  Rammstein
- 05:  Die Ärzte,  Mark Forster,  Freddy,  Herbert Grönemeyer,  Ich + Ich,  Tokio Hotel und  Trackshittaz

### Capital Bra
Der deutsche Rapper Capital Bra war mit den folgenden 33 Singles erfolgreich:
- 2018 – 5 Songs in einer Nacht: 1 Woche (27. April – 3. Mai)
- 2018 – Neymar: 3 Wochen (11. Mai – 31. Mai) (mit Ufo361)
- 2018 – One Night Stand: 2 Wochen (8. Juni – 21. Juni)
- 2018 – Berlin lebt: 2 Wochen (22. Juni – 5. Juli)
- 2018 – Kennzeichen B-TK: 1 Woche (6. Juli – 12. Juli) (mit King Khalil)
- 2018 – Für euch alle: 2 Wochen (20. Juli – 2. August) (mit Bushido und Samra)
- 2018 – Melodien: 2 Wochen (17. August – 30. August) (mit Juju)
- 2018 – Allein: 2 Wochen (9. November – 22. November)
- 2019 – Benzema: 2 Wochen (11. Jänner – 24. Jänner)
- 2019 – Prinzessa: 2 Wochen (8. Februar – 21. Februar)
- 2019 – DNA: 1 Woche (1. März – 7. März) (mit KC Rebell und Summer Cem)
- 2019 – Capital Bra je m’appelle: 1 Woche (8. März – 14. März)
- 2019 – Wir ticken: 1 Woche (29. März – 4. April) (mit Samra)
- 2019 – Cherry Lady: 2 Wochen (5. April – 18. April)
- 2019 – Rolex: 2 Wochen (26. April – 9. Mai) (mit Summer Cem und KC Rebell)
- 2019 – Wieder Lila: 3 Wochen (31. Mai – 20. Juni) (mit Samra)
- 2019 – Royal Rumble: 1 Woche (28. Juni – 4. Juli) (mit Kalazh44 und Samra feat. Nimo und Luciano)
- 2019 – Tilidin: 4 Wochen (5. Juli – 1. August) (mit Samra)
- 2019 – Nummer 1: 1 Woche (6. September – 19. September) (mit Samra)
- 2019 – Huracan: 1 Woche (20. September – 26. September) (mit Samra)
- 2019 – 110: 3 Wochen (4. Oktober – 24. Oktober) (mit Samra & Lea)
- 2019 – Der Bratan bleibt der gleiche: 1 Woche (13. Dezember – 19. Dezember)
- 2020 – Baby: 3 Wochen (14. Februar – 5. März) (mit Vize)
- 2020 – 100k Cash: 3 Wochen (13. März – 19. März) (mit Samra)
- 2020 – Berlin: 1 Wochen (27. März – 3. April) (mit Samra)
- 2020 – 365 Tage: 1 Wochen (1. Mai – 7. Mai) (mit Samra)
- 2020 – Nicht verdient: 1 Wochen (15. Mai – 21. Mai) (mit Loredana)
- 2020 – Andere Welt: 1 Woche (7. August – 13. August) (feat. Clueso & KC Rebell)
- 2020 – Frühstück in Paris: 2 Wochen (4. September – 17. September) (mit Cro)
- 2020 – Einsam an der Spitze: 1 Woche (2. Oktober – 8. Oktober)
- 2020 – Paradise: 5 Wochen (9. Oktober – 15. Oktober, 23. Oktober – 5. November und 11. Dezember – 23. Dezember) (mit Vize und Leony)
- 2021 – Blessed: 1 Woche (14. Mai – 20. Mai) (mit Cro)
- 2021 – Ein Jahr: 1 Woche (3. Dezember – 9. Dezember) (mit Montez)

### RAF Camora
Der österreichische Dancehall- und Hip-Hop-Musiker RAF Camora war mit den folgenden 30 Singles erfolgreich:
- 2017 – Primo: 2 Wochen (8. September – 21. September)
- 2018 – Corleone: 1 Woche (9. März – 15. März)
- 2018 – Maserati: 1 Woche (4. Mai – 10. Mai)
- 2018 – 500 PS: 3 Wochen (31. August – 6. September und 14. September – 27. September) (mit Bonez MC)
- 2018 – Risiko: 1 Woche (7. September – 13. September) (mit Bonez MC)
- 2018 – Kokain: 4 Wochen (28. September – 18. Oktober und 26. Oktober – 1. November) (mit Bonez MC und Gzuz)
- 2018 – Nummer unterdrückt: 1 Woche (19. Oktober – 25. Oktober) (mit Bonez MC)
- 2018 – Perfekt: 1 Woche (30. November – 6. Dezember) (mit AriBeatz und Sofiane)
- 2019 – Neptun: 1 Woche (2. August – 8. August) (KC Rebell feat. RAF Camora)
- 2019 – Nummer: 1 Woche (9. August – 15. August) (mit Ufo361)
- 2019 – Vendetta: 1 Woche (13. September – 19. September)
- 2019 – Puta Madre: 3 Wochen (25. Oktober – 7. November und 15. November – 21. November) (feat. Ghetto Phénomène)
- 2020 – Maschine: 1 Woche (15. Jänner – 23. Jänner)
- 2020 – OK, OK: 1 Woche (24. Jänner – 30. Jänner) (x KC Rebell)
- 2021 – Zukunft: 1 Woche (30. Juli – 5. August)
- 2021 – Blaues Licht: 7 Wochen (6. August – 2. September, 10. September – 23. September und 15. Oktober – 21. Oktober) (mit Bonez MC)
- 2021 – Wenn du mich siehst: 1 Woche (3. September – 9. September) (feat. Juju)
- 2021 – 2CB: 3 Wochen (24. September – 23. September) (feat. Luciano)
- 2021 – Guapa: 3 Wochen (22. Oktober – 11. November)
- 2021 – Gelebt: 1 Woche (19. November – 25. November) (KC Rebell feat. RAF Camora)
- 2022 – Alles black: 1 Woche (25. Jänner – 31. Jänner) (Gzuz feat. Luciano & RAF Camora)
- 2022 – Tageslicht: 1 Woche (1. März – 7. März) (mit The Cratez & Ufo361)
- 2022 – Criminal: 1 Woche (5. April – 11. April) (mit Jala Brat & Buba Corelli)
- 2023 – All Night: 2 Woche (11. April – 24. April) (feat. Luciano)
- 2023 – Anna: 2 Wochen (16. Mai – 29. Mai)
- 2023 – Bei Nacht: 1 Woche (30. Mai – 5. Juni) (feat. Cro)
- 2023 – Strada: 1 Woche (27. Juni – 3. Jul) (feat. Ahmad Amin)
- 2023 – Wien: 2 Wochen (4. Juli – 17. Juli) (feat. Yung Hurn)
- 2023 – Tropicana: 1 Woche (25. Juli – 31. Juli) (feat. HoodBlaq)
- 2023 – Liebe Grüße: 3 Wochen (7. November – 27. November) (feat. Ski Aggu)

### Bonez MC
Der deutsche Rapper Bonez MC war mit den folgenden 18 Singles erfolgreich:
- 2018 – 500 PS: 3 Wochen (31. August – 6. September und 14. September – 27. September) (mit RAF Camora)
- 2018 – Risiko: 1 Woche (7. September – 13. September) (mit RAF Camora)
- 2018 – Kokain: 4 Wochen (28. September – 18. Oktober und 26. Oktober – 1. November) (mit RAF Camora und Gzuz)
- 2018 – Nummer unterdrückt: 1 Woche (19. Oktober – 25. Oktober) (mit RAF Camora)
- 2020 – Shotz Fired: 1 Woche (24. April – 30. April)
- 2020 – Roadrunner: 1 Woche (5. Juni – 11. Juni)
- 2020 – In meinem Benz: 1 Woche (12. Juni – 18. Juni) (mit AK Ausserkontrolle)
- 2020 – Big Body Benz: 1 Woche (3. Juli – 9. Juli)
- 2020 – Tilidin weg: 2 Wochen (14. August – 27. August)
- 2020 – Fuckst mich nur ab: 2 Wochen (18. September – 1. Oktober)
- 2020 – Angeklagt: 5 Wochen (6. November – 10. Dezember)
- 2021 – 7: 1 Woche (15. Jänner – 21. Jänner) (mit Ufo361)
- 2021 – Vielen Dank: 1 Woche (4. Juni – 10. Juni) (mit 187 Strassenbande feat. Maxwell, LX & Sa4)
- 2021 – Blaues Licht: 7 Wochen (6. August – 2. September, 10. September – 23. September und 15. Oktober – 21. Oktober) (RAF Camora feat. Bonez MC)
- 2022 – Wenn ich will: 1 Woche (18. Jänner – 24. Jänner) (Gzuz feat. Bonez MC)
- 2022 – Buzz Down: 1 Woche (20. Dezember – 2. Jänner)
- 2023 – Cinnamon Roll: 1 Woche (2. Mai – 8. Mai) (mit Gzuz)
- 2023 – So: 1 Woche (18. Juli – 24. Juli)
- 2023 – Fußballer: 1 Woche (28. November – 4. Dezember)

### Samra
Der deutsche Rapper Samra war mit den folgenden 16 Singles erfolgreich:
- 2018 – Für euch alle: 2 Wochen (20. Juli – 2. August) (mit Bushido und Capital Bra)
- 2018 – Cataleya: 1 Woche (23. November – 29. November)
- 2019 – Wir ticken: 1 Woche (29. März – 4. April) (mit Capital Bra)
- 2019 – Haramin: 1 Woche (19. April – 25. April)
- 2019 – Wieder Lila: 3 Wochen (31. Mai – 20. Juni) (mit Capital Bra)
- 2019 – Royal Rumble: 1 Woche (28. Juni – 4. Juli) (mit Kalazh44 und Capital Bra feat. Nimo und Luciano)
- 2019 – Tilidin: 4 Wochen (5. Juli – 1. August) (mit Capital Bra)
- 2019 – Nummer 1: 1 Woche (6. September – 19. September) (mit Capital Bra)
- 2019 – Huracan: 1 Woche (20. September – 26. September) (mit Capital Bra)
- 2019 – 110: 3 Wochen (4. Oktober – 24. Oktober) (mit Capital Bra & Lea)
- 2020 – 100k Cash: 3 Wochen (13. März – 19. März) (mit Capital Bra)
- 2020 – Berlin: 1 Woche (27. März – 3. April) (mit Capital Bra)
- 2020 – 365 Tage: 1 Wochen (1. Mai – 7. Mai) (mit Capital Bra)
- 2020 – Rohdiamant: 1 Woche (16. Oktober – 22. Oktober)
- 2020 – Lost: 2 Wochen (25. Dezember – 14. Jänner) (mit Topic42)
- 2021 – Leere Hände: 1 Woche (23. April – 29. April) (mit Santos & Sido)

### Peter Alexander
Der österreichische Schlagersänger Peter Alexander war mit den folgenden elf Singles erfolgreich:
- 1965 – Schenk mir ein Bild von dir: 2 Monate (15. Mai – 14. Juli)
- 1965 – Fräulein Wunderbar: 1 Monat (15. Oktober – 14. November)
- 1967 – Moderne Romanzen: 3 Monate (15. Februar – 14. Mai)
- 1967 – Spanisch war die Nacht: 2 Monate (15. Mai – 14. Juli)
- 1968 – Delilah: 2 Monate (15. Mai – 14. Juli)
- 1968 – Komm und bedien dich: 1 Monat (15. November – 14. Dezember)
- 1969 – Liebesleid: 3 Monate (15. März – 14. Mai und 15. Juni – 14. Juli)
- 1971 – Hier ist ein Mensch: 4 Monate (15. Jänner – 14. Mai)
- 1973 – Pedro (Mandolinen um Mitternacht): 2 Monate (15. Mai – 14. Juli)
- 1976 – Das kleine Beisl: 3 Monate (15. August – 14. Oktober und 15. November – 14. Dezember)
- 1979 – Und manchmal weinst du sicher ein paar Tränen: 5 Monate (15. Juni – 14. November)

### Erste Allgemeine Verunsicherung
Die österreichische Pop-Rock-Band Erste Allgemeine Verunsicherung (EAV) war mit den folgenden elf Singles erfolgreich:
- 1983 – Afrika – ist der Massa gut bei Kassa: ½ Monat (1. November – 14. November)
- 1986 – Märchenprinz: ½ Monat (1. April – 14. April)
- 1986 – Heiße Nächte (in Palermo): ½ Monat (15. Juli – 31. Juli)
- 1987 – Küss’ die Hand, schöne Frau: 4 Monate (15. November 1987 – 14. März 1988)
- 1988 – An der Copacabana: 1½ Monate (15. März – 30. April)
- 1988 – Kann denn Schwachsinn Sünde sein …?: ½ Monat (1. Dezember – 14. Dezember)
- 1990 – Ding Dong: 8 Wochen (22. April – 16. Juni)
- 1991 – Jambo: 12 Wochen (3. November 1991 – 25. Jänner 1992)
- 1992 – Hip Hop!: 4 Wochen (15. März – 11. April)
- 1994 – 300 PS (Auto …): 2 Wochen (18. Dezember – 24. Dezember 1994 und 15. Jänner – 21. Jänner 1995)
- 1995 – Einmal möchte ich ein Böser sein: 4 Wochen (26. März – 22. April)

### Falco
Der österreichische Musiker Falco war mit den folgenden elf Singles, die er mit englischsprachigen Textstellen versah, erfolgreich:
- 1982 – Der Kommissar: 2 Monate (15. Januar – 14. März)
- 1985 – Rock Me Amadeus: 2 Monate (1. Juni – 31. Juli)
- 1985 – Vienna Calling: 1 Monat (1. November – 30. November)
- 1986 – Jeanny, Part 1: 1 Monat (15. Jänner – 14. Februar)
- 1986 – Coming Home (Jeanny, Part 2, ein Jahr danach): 2 Monate (1. November – 31. Dezember)
- 1992 – Titanic: 7 Wochen (13. September – 26. September und 4. Oktober – 7. November)
- 1996 – Mutter, der Mann mit dem Koks ist da: 12 Wochen (28. April – 20. Juli) (als T-MA a.k.a. Falco)
- 1996 – Naked: 10 Wochen (11. August – 17. August und 25. August – 26. Oktober) (als Falco feat. T-MB)
- 1998 – Out of the Dark: 6 Wochen (5. April – 16. Mai)
- 1998 – Egoist: 3 Wochen (20. September – 10. Oktober)
- 2009 – The Spirit Never Dies (Jeanny Final): 1 Woche (18. Dezember – 24. Dezember)

### Cro
Der deutsche Rapper Cro war mit den folgenden 10 Singles erfolgreich:
- 2012 – Easy: 7 Wochen (3. August – 6. September und 14. September – 27. September)
- 2012 – Einmal um die Welt: 10 Wochen (7. Dezember 2012 – 14. Februar 2013)
- 2013 – Whatever: 12 Wochen (12. Juli – 18. Juli und 26. Juli – 10. Oktober)
- 2014 – Traum: 8 Wochen (23. Mai – 17. Juli)
- 2015 – Bye Bye: 8 Wochen (10. Juli – 3. September)
- 2017 – Unendlichkeit: 2 Wochen (16. Juni – 22. Juni und 13. Juli)
- 2020 – Frühstück in Paris: 2 Wochen (4. September – 17. September) (mit Capital Bra)
- 2021 – Blessed: 1 Woche (14. Mai – 20. Mai) (mit Capital Bra)
- 2023 – Bei Nacht: 1 Woche (30. Mai – 5. Juni) (mit RAF Camora)
- 2024 – Tempo: 1 Woche (27. Februar – … März) (mit Sampagne & Badchieff)

### Luciano
Der deutsche Rapper Luciano war mit den folgenden 9 Singles erfolgreich:
- 2019 – Royal Rumble: 1 Woche (28. Juni – 4. Juli) (mit Samra, Kalazh44 und Capital Bra feat. Nimo)
- 2020 – XXL: 1 Woche (10. Juli – 16. Juli) (mit Miksu, Macloud, Summer Cem, Jamule)
- 2021 – Schmetterling: 3 Wochen (24. September – 23. September)
- 2021 – 2CB: 3 Wochen (24. September – 23. September) (mit RAF Camora)
- 2022 – Alles black: 1 Woche (25. Jänner – 31. Jänner) (mit Gzuz & RAF Camora)
- 2022 – Beautiful Girl: 8 Wochen (10. Mai – 5. Juli)
- 2022 – Bamba: 8 Wochen (4. Oktober – 21. November und 6. Dezember – 12. Dezember) (mit Aitch & Bia)
- 2023 – All Night: 2 Woche (11. April – 24. April) (mit RAF Camora)
- 2024 – Time: 1 Woche (16. Jänner – …)

### Roy Black
Der deutsche Schlagersänger Roy Black war mit den folgenden acht Singles erfolgreich:
- 1966 – Ganz in Weiß: 1 Monat (15. März – 14. April)
- 1966 – Leg dein Herz in meine Hände: 3 Monate (15. September – 14. Dezember)
- 1967 – Meine Liebe zu dir: 2 Monate (15. August – 14. Oktober)
- 1968 – Bleib bei mir: 1 Monat (15. März – 14. April)
- 1968 – Wunderbar ist die Welt: 1 Monat (15. August – 14. September)
- 1968 – Ich denk’ an dich: 1 Monat (15. Dezember 1968 – 14. Jänner 1969)
- 1969 – Das Mädchen Carina: 1 Monat (15. Oktober – 14. November)
- 1981 – Fremde Erde: 2 Monate (1. Mai – 30. Juni)

### Apache 207
Der deutsche Rapper Apache 207 war mit den folgenden acht Singles erfolgreich:
- 2019 – Roller: 6 Wochen (8. November – 14. November, 22. November – 12. Dezember, 5. Jänner – 16. Jänner 2020)
- 2020 – Fame: 2 Wochen (22. Mai – 4. Juni)
- 2020 – Boot: 1 Woche (19. Juni – 25. Juni)
- 2020 – Bläulich: 3 Wochen (19. Juni – 6. August)
- 2021 – Angst: 1 Woche (22. Jänner – 28. Jänner)
- 2021 – Madonna: 1 Woche (5. März – 11. März) (mit Bausa)
- 2023 – Komet: 19 Wochen (7. Februar – 10. April, 25. April – 1. Mai, 9. Mai – 15. Mai, 12. Dezember – 18. Dezember, 2. Jänner – 8. Jänner 2024, 23. Jänner – 29. Jänner, 6. Februar – 26. Februar, 19. März – 1. April) (mit Udo Lindenberg)
- 2024 – Loser: 1 Woche (12. März – 18. März)

### Sido
Der deutsche Rapper Sido war mit den folgenden acht Singles erfolgreich:
- 2009 – Hey du!: 1 Woche (30. Oktober – 5. Novemberl)
- 2010 – Der Himmel soll warten: 1 Woche (11. Juni – 17. Juni) (mit Adel Tawil)
- 2013 – Bilder im Kopf: 10 Wochen (8. März – 23. Mai)
- 2014 – Au revoir: 5 Wochen (12. September – 16. Oktober) (mit Mark Forster)
- 2015 – Astronaut: 7 Wochen (11. September – 17. September und 25. September – 5. November) (mit Andreas Bourani)
- 2018 – Tausend Tattoos: 3 Wochen (21. Dezember 2018 – 10. Jänner 2019)
- 2021 – Leere Hände: 1 Woche (23. April – 29. April) (mit Santos und Samra)
- 2021 – Mit dir: 8 Wochen (10. Dezember – 2. Dezember, 24. Dezember – 10. Jänner und 1. Februar – 28. Februar)

### Ufo361
Der deutsche Rapper Ufo361 war mit folgenden 9 Singles erfolgreich:
- 2018 – Neymar: 3 Wochen (11. Mai – 31. Mai) (mit Capital Bra)
- 2018 – Standard: 1 Woche (2. November – 8. November) (mit KitschKrieg, Gringo, Trettmann & Gzuz)
- 2019 – Next: 1 Woche (10. Mai – 16. Mai) (mit RIN)
- 2019 – Nummer: 1 Woche (9. August – 15. August) (mit RAF Camora)
- 2020 – Playlist: 1 Woche (28. August – 3. September)
- 2021 – 7: 1 Woche (15. Jänner – 21. Jänner) (feat. Bonez MC)
- 2021 – Low Life: 1 Woche (2. April – 8. April) (mit RIN)
- 2022 – Mit dir: 1 Woche (1. März – 7. März) (mit The Cratez & RAF Camora)

## „Dauerbrenner nach Singles“
In der nachfolgenden Statistik sind Titel aufgeführt, die mindestens 13 Wochen lang an der Spitze der deutschsprachigen Singles standen.

### 29 Wochen
- DJ Ötzi &  Nik P. – Ein Stern (… der deinen Namen trägt) (16. Februar – 13. September 2007)

### 28 Wochen
- Helene Fischer – Atemlos durch die Nacht (31. Jänner – 10. April, 9. Mai – 15. Mai, 8. August – 11. September, 31. Oktober – 20. November, 28. November – 4. Dezember und 12. Dezember 2014 – 29. Jänner 2015, 5. Dezember 2023 – …)

### 21 Wochen
- Peter Alexander – Und manchmal weinst du sicher ein paar Tränen (15. Juni – 14. November 1979; 5 Monate = 21 Wochen und 6 Tage)

### 20 Wochen
- Bausa – Was du Liebe nennst (3. November 2017 – 8. März 2018 und 16. März – 29. März 2018)

### 19 Wochen
- Peter Maffay – Du (15. Juli – 30. November 1970; 4½ Monate = 19 Wochen und 6 Tage)
- Hubert von Goisern und die  Alpinkatzen – Koa Hiatamadl (8. November – 5. Dezember 1992 und 17. Jänner – 27. März 1993)
- Udo Lindenberg & Apache 207 – Komet (7. Februar – 10. April, 9. Mai – 15. Mai, 12. Dezember – 18. Dezember 2023, 2. Jänner – 8. Jänner 2024, 23. Jänner – 29. Jänner, 6. Februar – 26. Februar, 19. März – 1. April)

### 17 Wochen
- Udo Jürgens – Griechischer Wein (15. Juli – 14. November 1975; 4 Monate = 17 Wochen und 4 Tage)
- Mike Krüger – Der Nippel (15. Mai – 14. September 1980; 4 Monate = 17 Wochen und 4 Tage)
- Rainhard Fendrich – Macho, Macho (1. August – 30. November 1988; 4 Monate = 17 Wochen und 4 Tage)
- Adamo – Ein kleines Glück (15. März – 14. Juli 1970; 4 Monate = 17 Wochen und 3 Tage)
- Waterloo & Robinson – Baby blue (15. Juni – 14. Oktober 1974; 4 Monate = 17 Wochen und 3 Tage)
- Bino – Mama Leone (15. September 1978 – 14. Januar 1979; 4 Monate = 17 Wochen und 3 Tage)
- Vicky Leandros – Ich hab' die Liebe geseh'n (15. Jänner – 14. Mai 1972; 4 Monate = 17 Wochen und 2 Tage)
- Georg Danzer – Jö schau (15. November 1975 – 14. März 1976; 4 Monate = 17 Wochen und 2 Tage)
- Erste Allgemeine Verunsicherung – Küss’ die Hand, schöne Frau (15. November 1987 – 14. März 1988; 4 Monate = 17 Wochen und 1 Tag)
- Jazz Gitti & Her Disco Killers – Kränk di net (20. Jänner – 11. Mai und 26. Mai – 1. Juni 1991)
- Lucilectric – Hey Süßer (18. September – 17. Dezember 1994, 25. Dezember 1994 – 14. Jänner 1995 und 29. Jänner – 4. Februar 1995)
- Hubert von Goisern – Brenna tuats guat (7. Oktober 2011 – 9. Februar 2012)
- Seiler und Speer – Hamm kummst (13. November 2015 – 10. März 2016)

### 16 Wochen
- Anton feat. DJ Ötzi – Anton aus Tirol (12. September – 2. Oktober 1999 und 6. Februar – 6. Mai 2000)

### 15 Wochen
- Alexander Goebel &  Luzia Nistler – Das Phantom der Oper (15. Februar – 31. Mai 1989; 3½ Monate = 15 Wochen und 1 Tag)
- Matthias Reim – Verdammt, ich lieb’ dich (8. Juli – 20. Oktober 1990)
- Buddy vs.  DJ The Wave – Ab in den Süden (3. Juli – 19. Oktober 2003)
- Silbermond – Das Beste (20. Oktober 2006 – 8. Februar 2007)
- Silbermond – Irgendwas bleibt (6. März – 4. Juni und 12. Juni – 25. Juni 2008)

### 14 Wochen
- Relax – Ein weißes Blatt'l Papier (1. Jänner – 14. April 1985; 3½ Monate = 14 Wochen und 6 Tage)
- Die Schröders – Laß uns schmutzig Liebe machen (23. April – 29. Juli 1995)
- Ben & Gim – Engel (17. März – 22. Juni 2002)
- Ich + Ich – So soll es bleiben (9. Mai – 20. Juni und 27. Juni – 21. August 2008)
- Skero feat.   Joyce Muniz – Kabinenparty (21. Mai – 27. Mai, 4. Juni – 10. Juni und 18. Juni – 9. September 2010)
- Luca-Dante Spadafora, Niklas Dee & Octavian – Mädchen auf dem Pferd (1. August – 23. Oktober 2023, 9. Jänner – 15. Jänner, 30. Jänner – 5. Februar)

### 13 Wochen
- Wanda Jackson – Santo Domingo (15. Juli – 14. Oktober 1965; 3 Monate = 13 Wochen und 1 Tag)
- Wencke Myhre – Er steht im Tor (15. Juli – 14. Oktober 1969; 3 Monate = 13 Wochen und 1 Tag)
- Bernd Clüver – Der Junge mit der Mundharmonika (15. Juli – 14. Oktober 1973; 3 Monate = 13 Wochen und 1 Tag)
- Waterloo & Robinson – Hollywood (15. November 1974 – 14. Februar 1975; 3 Monate = 13 Wochen und 1 Tag)
- Frank Farian – Rocky (15. Mai – 14. August 1976; 3 Monate = 13 Wochen und 1 Tag)
- Costa Cordalis – Anita (15. März – 14. Juni 1977; 3 Monate = 13 Wochen und 1 Tag)
- Vader Abraham – Das Lied der Schlümpfe (15. Juni – 14. September 1978; 3 Monate = 13 Wochen und 1 Tag)
- Manuel & Pony – Das Lied von Manuel (15. Dezember 1979 – 14. Februar 1980; 3 Monate = 13 Wochen und 1 Tag)
- Relax – Weil i di mog (1. November 1982 – 31. Jänner 1983; 3 Monate = 13 Wochen und 1 Tag)
- Tauchen-Prokopetz (DÖF) – DÖF (15. Juni – 14. September 1983; 3 Monate = 13 Wochen und 1 Tag)
- Joesi Prokopetz – Sind Sie Single? (1. August – 31. Oktober 1986; 3 Monate = 13 Wochen und 1 Tag)
- Thomas Forstner – Nur ein Lied (1. Juni – 31. August 1989; 3 Monate = 13 Wochen und 1 Tag)
- Roy Black – Leg dein Herz in meine Hände (15. September – 14. Dezember 1966; 3 Monate = 13 Wochen)
- Peter Alexander – Liebesleid (15. März – 14. Mai und 15. Juni – 14. Juli 1969; 3 Monate = 13 Wochen)
- Peter Alexander – Das kleine Beisl (15. August – 14. Oktober und 15. November – 14. Dezember 1976; 3 Monate = 13 Wochen)
- Connie Francis – Jive Connie (21. Juni – 12. September und 27. September – 3. Oktober 1992)
- Oli.P – Flugzeuge im Bauch (1. November 1998 – 30. Jänner 1999)
- A klana Indiana – A klana Indiana (31. Jänner – 2. Mai 1999)
- Ohrrausch – Siegerstraße (15. Oktober 2000 – 13. Jänner 2001)
- Herbert Grönemeyer – Mensch (25. August – 16. November und 1. Dezember – 7. Dezember 2002)
- Buddy vs.  DJ The Wave – Ab in den Süden (6. Juli – 4. Oktober 2003)
- Oomph! – Augen auf! (13. Februar – 15. Mai 2004)

## „Dauerbrenner“ nach Künstler

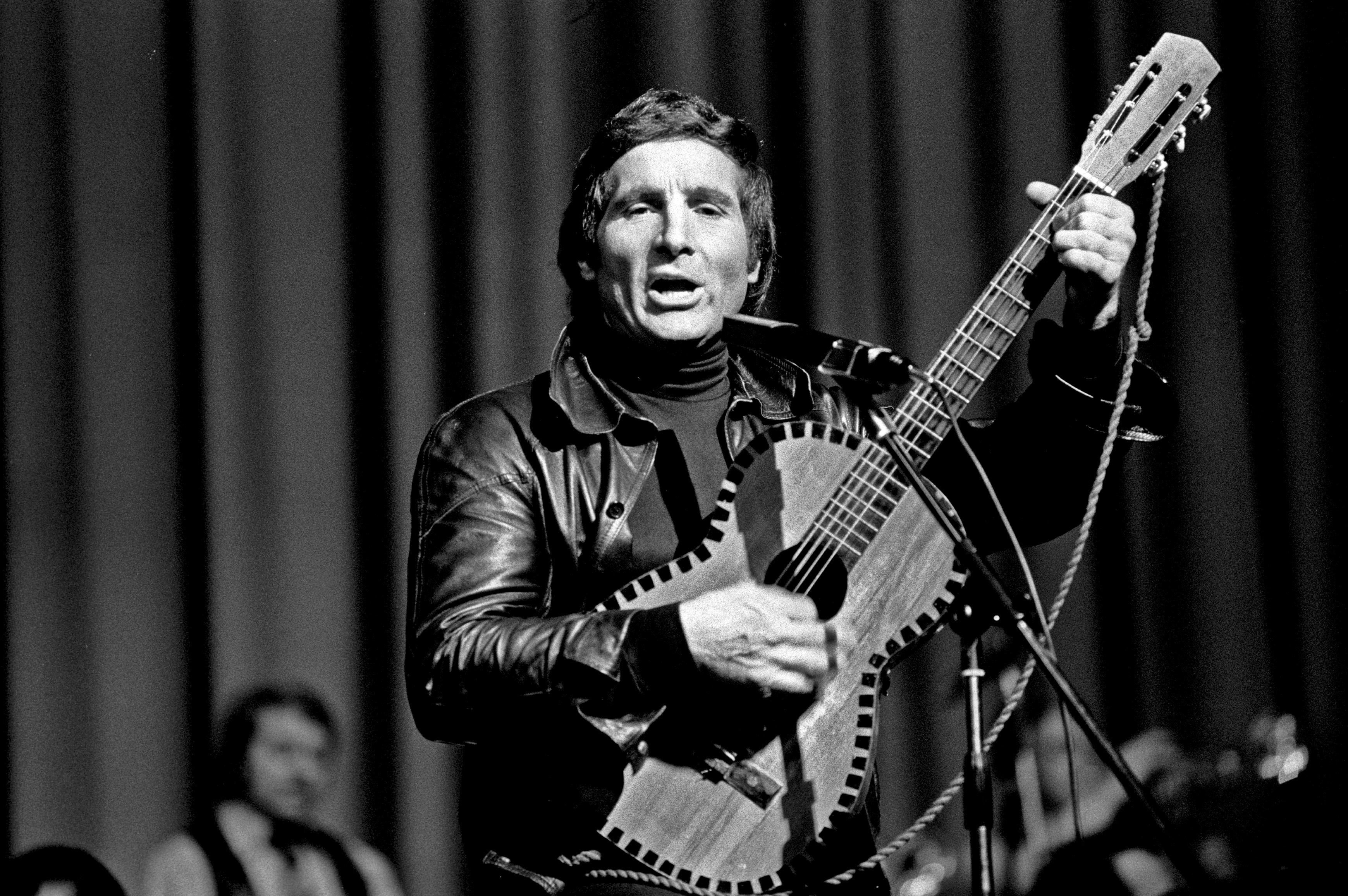
Quinn (1971)

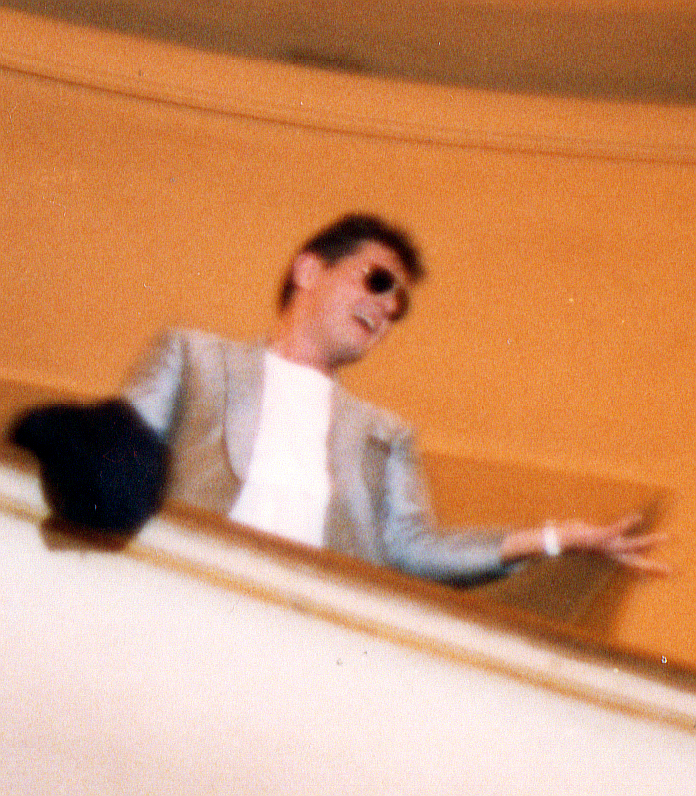
Falco (1986)

Die folgende Liste beinhaltet Interpreten – in chronologischer Reihenfolge nach Wochen absteigend – welche sich mindestens 20 Wochen an der Chartspitze halten konnten. Monatliche sowie halbmonatliche Chartangaben wurden ebenfalls in Wochen umgewandelt, jeder Tag außerhalb von ganzen Wochen fließt mit etwa 0,14 in die Berechnung ein.
- 121,29:  Peter Alexander
- 073,71:  Falco
- 062,57:  Erste Allgemeine Verunsicherung
- 060,00:  Capital Bra
- 053,00:  RAF Camora
- 052,57:  Roy Black
- 052,29:  Rainhard Fendrich
- 051,00:  DJ Ötzi und  Cro
- 042,00:  Christina Stürmer
- 036,00:  Bonez MC,   Hubert von Goisern,  Sido
- 034,00:  Apache 207
- 033,00:  Tic Tac Toe
- 032,86:  Wolfgang Ambros
- 032,00:  Silbermond
- 031,00:  Die Ärzte und  Matthias Reim
- 030,86:  Freddy
- 030,57:  Waterloo & Robinson
- 028,57:  Peter Maffay
- 028,00:  Herbert Grönemeyer,  Ich + Ich und  A klana Indiana
- 027,00:  Die Atzen,  Helene Fischer 1,  Luciano,  Samra,  Sido, und  Adel Tawil
- 026,29:  Wencke Myhre
- 026,00:  Die Toten Hosen
- 025,86:  Adamo
- 025,00:  Rammstein
- 024,00:  Mark Forster und  Nena
- 023,57:  Relax
- 023,00:  Bausa,  Pizzera & Jaus und  RAF Camora
- 022,00:  Bernd Clüver und  Oli.P0
- 021,00:  Lucilectric,  Xavier Naidoo und  Tokio Hotel

## Künstler, die sich selbst auf Platz eins ablösten
- 1968: Peter Alexander – „Moderne Romanzen“ → „Spanisch war die Nacht“
- 1983: Tauchen-Prokopetz (DÖF) – „DÖF“ → „Taxi“
- 1987: Stephan Remmler – „Keine Sterne in Athen (3-4-5 x in 1 Monat)“ → „Alles hat ein Ende nur die Wurst hat zwei (Krause & Ruth)“
- 1988: Erste Allgemeine Verunsicherung – „Küss’ die Hand, schöne Frau“ → „An der Copacabana“
- 1990: Matthias Reim – „Verdammt, ich lieb’ dich“ → „Ich hab' geträumt von dir“
- 1997: Tic Tac Toe – „Verpiß dich“ → „Warum?“
- 2010: Unheilig – „Geboren um zu leben“ → „Winter“
- 2017: Pizzera & Jaus – „Eine ins Leben“ → „Mama“
- 2018: Capital Bra – „One Night Stand“ → „Berlin lebt“ → „Kennzeichen B-TK“ (mit King Khalil)
- 2018: Bonez MC & RAF Camora – „500 PS“ → „Risiko“ → „500 PS“ → „Kokain“ (feat. Gzuz) → „Nummer unterdrückt“ → „Kokain“ (feat. Gzuz)
- 2019: Capital Bra – „Wir ticken“ (mit Samra) → „Cherry Lady“
- 2019: Capital Bra & Samra – „Royal Rumble“ (auch mit Kalazh44, Nimo & Luciano) → „Tilidin“
- 2019: RAF Camora – „Neptun“ (KC Rebell feat. RAF Camora) → „Nummer“ (mit Ufo361)
- 2020: RAF Camora – „Maschine“ → „OK, OK“ (feat. KC Rebell)
- 2020: Bonez MC – „Roadrunner“ → „In meinem Benz“ (mit AK Ausserkontrolle)
- 2020: Capital Bra – „Einsam an der Spitze“ → „Paradise“ (mit Vize und Leony)
- 2021: Jamule – „Frag mich nicht“ (mit Miksu, Macloud und Nimo) → „Liege wieder wach“
- 2021: RAF Camora – „Zukunft“ → „Blaues Licht“ → „Wenn du mich siehst“ → „Blaues Licht“ → „2CB“ → „Blaues Licht“ → „Guapa“
- 2022: Gzuz – „Wenn ich will“ (mit Bonez MC) → „Alles black“ (mit RAF Camora und Luciano)
- 2022: Miksu / Macloud & T-Low – „Sehnsucht“ → „We Made It“
- 2023: RAF Camora – „Anna“ → „Bei Nacht“ (mit Cro)
- 2023: RAF Camora – „Strada“ (mit Ahmad Amin) → „Wien“ (mit Yung Hurn)
- 2024: Apache 207 – „Loser“ → „Komet“ (mit Udo Lindenberg)

## Singles, die lange die am zweithöchsten platzierte deutschsprachige Single, aber nie die bestplatzierte deutschsprachige Single waren
In der Liste werden die Singles aufgeführt, die mindestens fünf Wochen lang die am zweithöchsten platzierte deutschsprachige Single, aber nie die bestplatzierte deutschsprachige Single waren.
| Jahr | Künstler                                      | Single                                   | Zeitraum  |
| ---- | --------------------------------------------- | ---------------------------------------- | --------- |
| 1965 | Udo Jürgens                                   | Sag ihr, ich lass’ sie grüßen            | 2½ Monate |
| 1965 | Suzie                                         | Ich war allein                           | 2½ Monate |
| 1965 | Udo Jürgens                                   | 17 Jahr, blondes Haar                    | 2½ Monate |
| 1967 | Roy Black                                     | Good Night, my Love                      | 2½ Monate |
| 1968 | Heintje                                       | Heidschi Bumbeidschi                     | 2½ Monate |
| 1969 | Udo Jürgens                                   | Es wird Nacht, Señorita                  | 2½ Monate |
| 1969 | Michael Holm                                  | Mendocino                                | 2½ Monate |
| 1970 | Udo Jürgens                                   | Deine Einsamkeit                         | 2½ Monate |
| 1971 | Daliah Lavi                                   | Oh, wann kommst du?                      | 2½ Monate |
| 1973 | Peter Alexander                               | Unser tägliches Brot ist die Liebe       | 2½ Monate |
| 1973 | Klaus und Ferdl                               | Ein Abend auf der Heidi                  | 2½ Monate |
| 1973 | Vicky Leandros                                | Die Bouzouki klang durch die Sommernacht | 2½ Monate |
| 1975 | Gunter & Yvonne Gabriel                       | Hey Yvonne (Warum weint die Mammi?)      | 2½ Monate |
| 1976 | Wolfgang Ambros                               | Gö, do schaust                           | 2½ Monate |
| 1976 | Georg Danzer                                  | So a Dodl mid da Rodl                    | 2½ Monate |
| 1977 | Roland Kaiser                                 | Frei – das heißt allein                  | 2½ Monate |
| 1977 | Roy Black                                     | Sand in deinen Augen                     | 2½ Monate |
| 1978 | Frank Zander                                  | Disco Planet (Wir beamen)                | 2½ Monate |
| 1983 | Andy Borg                                     | Arrivederci Claire                       | 1½ Monate |
| 1983 | Erste Allgemeine Verunsicherung               | Der Alpen-Rap                            | 1½ Monate |
| 1984 | Rainhard Fendrich                             | Weus’d a Herz hast wia a Bergwerk        | 1½ Monate |
| 1985 | Erste Allgemeine Verunsicherung               | Go, Karli, go                            | 2½ Monate |
| 1986 | Erste Allgemeine Verunsicherung               | Ba-Ba-Banküberfall                       | 1½ Monate |
| 1986 | Falco                                         | The Sound of Musik                       | 2½ Monate |
| 1988 | Falco meets Brigitte Nielsen                  | Body next to Body                        | 1½ Monate |
| 1988 | Herbert Grönemeyer                            | Was soll das                             | 2½ Monate |
| 1988 | Falco                                         | Wiener Blut                              | 1½ Monate |
| 1990 | Stefan Waggershausen & Viktor Lazlo           | Das erste Mal tat’s noch weh             | 5 Wochen  |
| 1990 | Erste Allgemeine Verunsicherung               | Samurai                                  | 8 Wochen  |
| 1990 | Rainhard Fendrich                             | I am from Austria                        | 9 Wochen  |
| 1991 | Torfrock                                      | Beinhart                                 | 5 Wochen  |
| 1994 | K2                                            | Der Berg ruft                            | 7 Wochen  |
| 1995 | Das Modul                                     | Computerliebe                            | 5 Wochen  |
| 1995 | Die Schlümpfe                                 | Schlumpfen Cowboy Joe                    | 7 Wochen  |
| 1995 | Die Schlümpfe                                 | Klipp klapp                              | 8 Wochen  |
| 1996 | Tic Tac Toe                                   | Funky                                    | 7 Wochen  |
| 1996 | Blümchen                                      | Du und ich                               | 11 Wochen |
| 1997 | Die Toten Hosen                               | Alles aus Liebe (live)                   | 5 Wochen  |
| 1997 | Rammstein                                     | Du hast                                  | 5 Wochen  |
| 1998 | Mellowbag & Freundeskreis feat. Mr. Gentleman | Tabula rasa                              | 5 Wochen  |
| 1999 | Oli.P                                         | I wish                                   | 8 Wochen  |
| 2000 | Thomas D                                      | Liebesbrief                              | 5 Wochen  |
| 2000 | Tic Tac Toe                                   | Isch liebe disch                         | 5 Wochen  |
| 2001 | Äbyss                                         | Jeder für jeden                          | 6 Wochen  |
| 2002 | Nino de Angelo & Chris Norman                 | Ich mach' meine Augen zu (Everytime)     | 6 Wochen  |
| 2004 | Yvonne Catterfeld                             | Du hast mein Herz gebrochen              | 12 Wochen |
| 2004 | Antonia                                       | Lebt denn der alte Holzmichl noch?       | 5 Wochen  |
| 2004 | Silbermond                                    | Symphonie                                | 6 Wochen  |
| 2005 | Nena                                          | Liebe ist                                | 8 Wochen  |
| 2005 | Die Firma                                     | Die Eine [2005]                          | 11 Wochen |
| 2006 | Juli                                          | Dieses Leben                             | 5 Wochen  |
| 2007 | Xavier Naidoo                                 | Was wir alleine nicht schaffen           | 5 Wochen  |
| 2007 | Luttenberger*Klug                             | Vergiss mich                             | 6 Wochen  |
| 2007 | Fritz & Downhill Gang                         | Genie auf die Ski                        | 8 Wochen  |
| 2007 | Christina Stürmer                             | Scherbenmeer                             | 5 Wochen  |
| 2007 | LaFee                                         | Heul doch                                | 10 Wochen |
| 2011 | Andreas Gabalier                              | Sweet little Rehlein                     | 6 Wochen  |
| 2011 | Tim Bendzko                                   | Nur noch kurz die Welt retten            | 9 Wochen  |
| 2012 | Cro                                           | Du                                       | 6 Wochen  |
| 2013 | Christina Stürmer                             | Millionen Lichter                        | 5 Wochen  |
| 2016 | Glasperlenspiel                               | Geiles Leben                             | 14 Wochen |